# Guerra de las corrientes

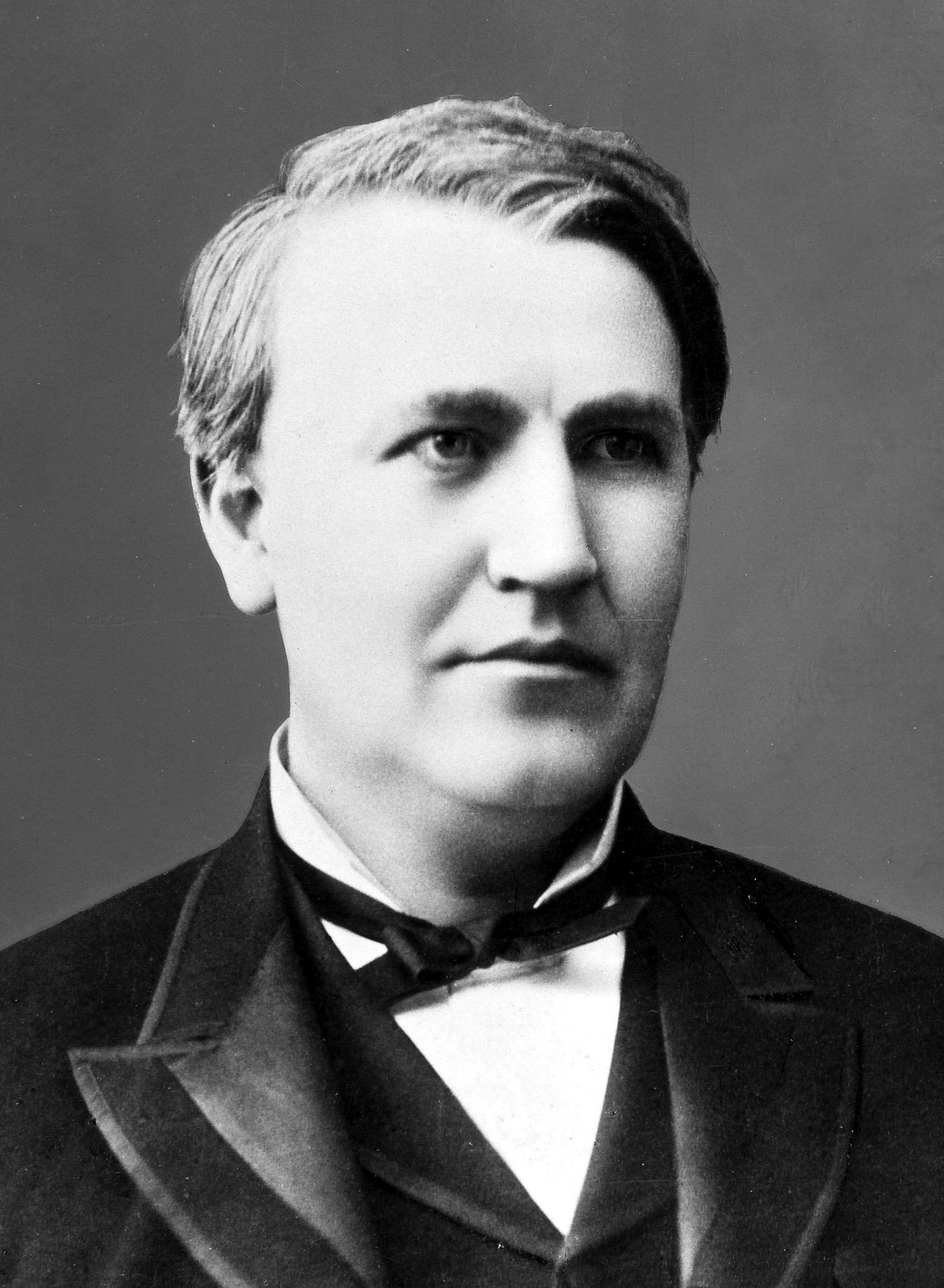
El empresario estadounidense Thomas Alva Edison estableció la primera empresa eléctrica propiedad de inversores en 1882, basando su infraestructura en la corriente continua (CC).

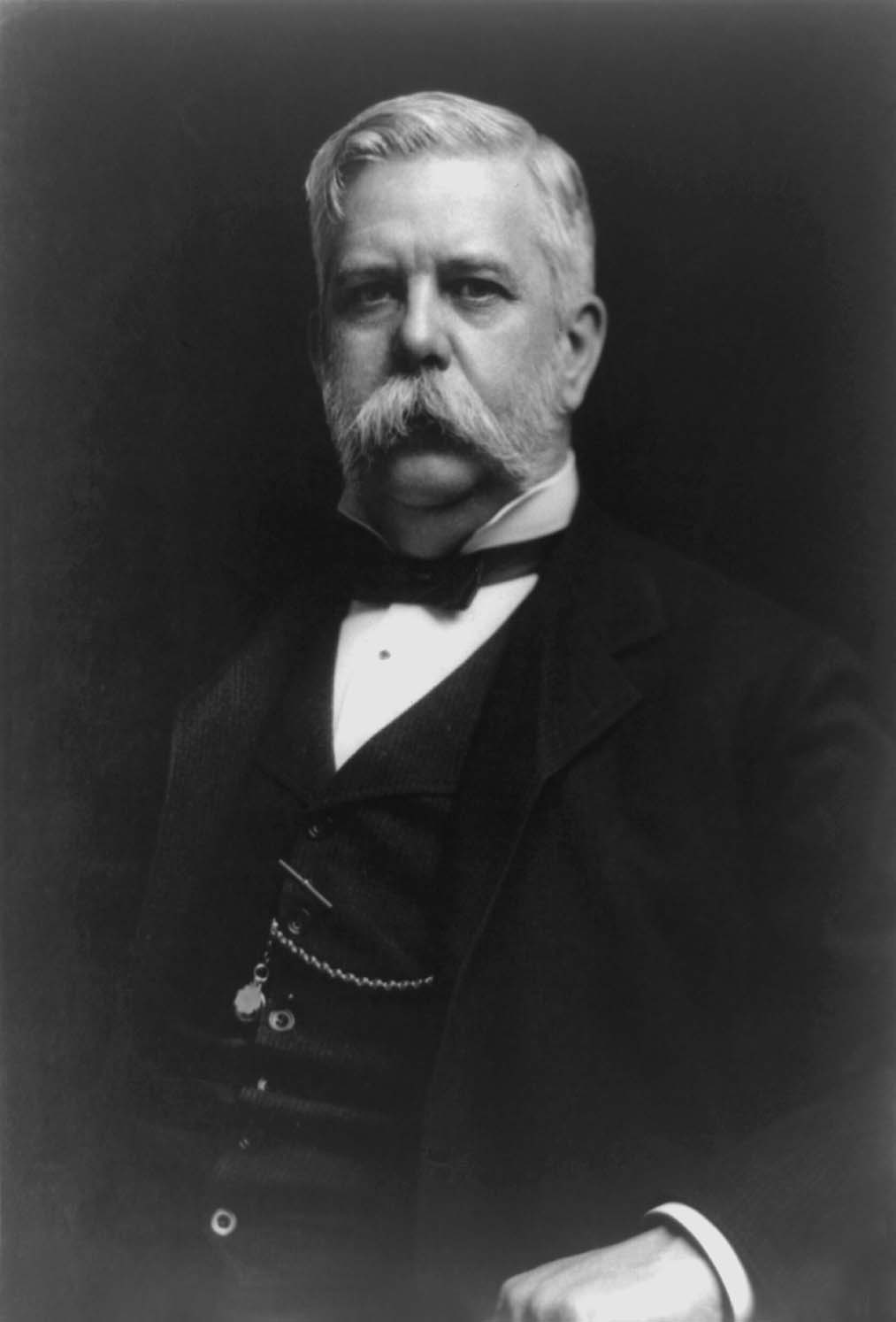
El empresario e ingeniero estadounidense George Westinghouse introdujo en 1886 una red rival de distribución de energía basada en la corriente alterna (CA).

Nota: en el artículo se utilizan las abreviaturas CA (corriente alterna) y CC (corriente continua) para referirse a los dos tipos de alimentación eléctrica.
La guerra de las corrientes (a veces llamada la batalla de las corrientes) fue una serie de eventos que rodearon a la pugna motivada por la introducción de los sistemas de transmisión de energía eléctrica en los Estados Unidos, librada entre el final de la década de 1880 y el comienzo de la década de 1890, con la expectativa de los enormes beneficios que las grandes compañías esperaban obtener del rápido crecimiento del negocio del suministro de electricidad como telón de fondo.
En un ambiente de encarnizada competencia comercial, se desencadenó un debate público sobre la seguridad eléctrica, acompañado de campañas de propaganda en los medios de comunicación. Los sistemas de corriente continua (CC) de la Compañía Edison y de corriente alterna (CA) de la Westinghouse Electric, con sus respectivas ventajas e inconvenientes, se convirtieron en los protagonistas del enfrentamiento entre empresas. En el bando de los defensores de la corriente continua destacaba Edison (por entonces en la cima de su prestigio como inventor y empresario); enfrentado a Nikola Tesla financiado por George Westinghouse (un empresario procedente del sector del ferrocarril) que había intuido las grandes posibilidades técnicas de la corriente alterna.
La disputa se desarrolló coincidiendo con la introducción y la rápida expansión del estándar de corriente alterna (ya en uso y defendido por varias empresas estadounidenses y europeas) y su eventual adopción reemplazando al sistema de distribución de corriente continua. A pesar de la popularidad de Edison y sus descubrimientos e inventos, fue la corriente alterna propugnada por Tesla la que predominó para la distribución de electricidad desde entonces hasta nuestros días.

## Historia
La electricidad era la palabra mágica a finales del siglo XIX. Desde las tentativas iniciales de Benjamin Franklin o de Michael Faraday hasta la tecnología del telégrafo, las aplicaciones para la electricidad crecían continuamente.
Después de la Exposición Mundial de París en 1881 y de la presentación de la lámpara de Edison, los nuevos sistemas de iluminación eléctricos se convirtieron en el logro tecnológico más importante del mundo. La electricidad podía sustituir el vapor para hacer funcionar los motores. Era una segunda revolución industrial y, en ciudades europeas y americanas, las centrales eléctricas se multiplicaban basadas en el diseño de Pearl Street. La central que Edison estableció en 1882, en Nueva York, fue la primera instalación para la producción eléctrica comercial del mundo y, aunque era una planta enorme para su época, podía producir y distribuir electricidad hasta, aproximadamente, 330 ha de Manhattan.
La demanda de electricidad pronto condujo al deseo de construir centrales eléctricas más grandes y de llevar la energía a mayores distancias. Además, la rápida distribución de motores eléctricos industriales provocó una fuerte demanda por un voltaje diferente a los 110 V usados para la iluminación.

### Corriente continua y alterna
El sistema de Thomas Alva Edison, que utilizaba la corriente continua (CC), era poco adecuado para responder a estas nuevas demandas. El problema del transporte era aún más difícil, puesto que la transmisión interurbana de grandes cantidades de CC en 110 voltios era muy costosa y sufría enormes pérdidas por disipación en forma de calor.
En 1886, George Westinghouse, un empresario rico pero sin conocimiento en el negocio eléctrico, fundó Westinghouse Electric para competir con General Electric de Edison. Su principal ventaja fueron los descubrimientos y las patentes de Nikola Tesla, quien creyó apasionadamente en la superioridad de la corriente alterna (CA). Su argumento se basaba en que las pérdidas en la transmisión de electricidad dependían de la intensidad de la corriente que circulaba por la línea ({\displaystyle P=i^{2}R}), lo que se conoce como efecto Joule. Como la potencia es producto de la intensidad por el voltaje ({\displaystyle P=Vi}), al elevar el voltaje se reduce la intensidad de corriente necesaria para transmitir una determinada potencia y, por lo tanto, hay menores pérdidas. 
Si bien el principio mencionado se aplica tanto a la CA como a la CC, resulta mucho más fácil elevar el voltaje en CA con un transformador electromagnético con el fin de transportar energía eléctrica a largas distancias reduciendo así las pérdidas en forma de calor. Antes de suministrar esa energía a los clientes, el voltaje se adapta a niveles seguros usando otros transformadores, en un proceso inverso al anterior. El trabajar con alta tensión implica ciertos desafíos a la hora de construir, instalar y mantener las redes, amén de presentar el llamado efecto pelicular en los conductores y la posibilidad de generar arcos eléctricos, aunque el ahorro en energía utilizando CA en la transmisión eléctrica es significativo, al reducir las pérdidas por calor en altas potencias.

### Edison vs Tesla

#### Westinghouse Electric vs General Electric
Edison se alarmó por la aparición de la tecnología de Tesla, que amenazaba sus intereses en un campo que él mismo había creado. Ambos acabaron enfrentándose en una batalla de relaciones públicas –que los periódicos denominaron “la guerra de las corrientes”– para determinar qué sistema se convertiría en la tecnología dominante. Nikola Tesla se expuso a una CA que atravesó su cuerpo sin causarle ningún daño. Ante esta prueba, Edison nada pudo hacer y su prestigio quedó momentáneamente erosionado.
Durante la Exposición Mundial Colombina de Chicago de 1893, Tesla tuvo su gran oportunidad. Cuando Westinghouse presentó un presupuesto por la mitad de lo que pedía General Electric, la iluminación de la Feria le fue adjudicada y Tesla pudo exhibir sus generadores y motores de CA.
Más tarde, la Niagara Falls Power Company encargó a Westinghouse el desarrollo de su sistema de transmisión. Fue el final de la “guerra de las corrientes” y el comienzo del uso generalizado de la corriente alterna para la distribución de electricidad. Tesla finalmente terminó cediendo las patentes a Westinghouse para que continuara con sus proyectos de energía alterna, la misma que se utiliza hoy en día.

## Aspectos particulares
Tres aspectos particularmente destacables se combinaron en esta guerra:
- Una competencia abierta que involucraba a grandes compañías eléctricas, en paralelo con una guerra de formatos que afectaba a sus sistemas en desarrollo.
- Una serie de accidentes aireados por la prensa, que provocaron un miedo generalizado en la mente del público a la muerte por electrocución accidental causada por CA de alto voltaje, lo que llevó a un debate sobre su seguridad y regulación.
- La polémica y las maniobras soterradas asociadas con la introducción de la silla eléctrica.

La introducción de sistemas de alumbrado público mediante lámparas de arco a gran escala durante la década de 1870, en muchos casos alimentados por corriente alterna de alta tensión, fue seguida en 1882 por la distribución de corriente continua de baja tensión ideada por Thomas Alva Edison, un sistema diseñado para su uso comercial y residencial en interiores como alternativa a la iluminación a base de gas o de petróleo. En 1886, George Westinghouse comenzó a construir un sistema de corriente alterna que utilizaba transformadores que primero elevaban el voltaje para la transmisión de la electricidad a larga distancia y luego lo bajaban para alimentar la iluminación interior, creando un sistema más eficiente y menos costoso que competía directamente por el mismo mercado que el sistema de Edison. Muchas otras compañías eléctricas se unieron al uso de la CA, que se extendió rápidamente. Entonces, a principios de 1888, la compañía de Edison comenzó a afirmar que la CA era peligrosa e inferior a su sistema patentado de CC.
En la primavera de 1888, se desencadenó una ola de protestas en la prensa motivadas por una serie de muertes causadas por líneas de CA de alta tensión montadas sobre postes en la ciudad de Nueva York y por todo el país, atribuidas a la codicia y la insensibilidad de las compañías de iluminación locales basadas en la CA. En junio de ese año, un ingeniero eléctrico de Nueva York llamado Harold P. Brown saltó a la fama como oponente al uso de corriente alterna, alegando que las compañías de iluminación basadas en la CA estaban poniendo en peligro al público al usar altos voltajes e instalar los tendidos eléctricos de manera descuidada. La campaña de Brown inmediatamente obtuvo la ayuda de Edison y su compañía, que lo apoyaron en sus actos públicos de electrocución de animales con CA, tratando de demostrar que era más peligrosa que la CC. Según afirman los historiadores y los documentos del período parecen confirmarlo, en un claro ejemplo de colusión. Brown y la compañía de Edison se pusieron de acuerdo secretamente en sus esfuerzos paralelos encaminados a limitar el uso de la CA. Así, colaboraron en el intento de Brown de impulsar la legislación para controlar y limitar severamente las instalaciones de CA y sus voltajes (hasta el punto de convertirlo en un sistema ineficaz de suministro de energía); le proporcionaron asistencia técnica en las pruebas para demostrar que la CA sería la más adecuada para alimentar la nueva silla eléctrica; y coludiendo con Brown y con el rival principal de Westinghouse en el campo de la CA (la empresa Thomson-Houston Electric Company), consiguieron asegurarse de que la primera silla eléctrica fuese alimentada por un generador de CA de Westinghouse.
Este fue un período de consolidación industrial y en 1890 más de una docena de compañías eléctricas se habían fusionado en tres: Edison (actualmente Edison General Electric), Thomson-Houston (hoy desaparecida) y Westinghouse. A principios de la década de 1890, las dos últimas estaban generando ganancias muy por delante de la compañía Edison con sede en Washington D. C. Durante este período, Thomas Edison abandonó el negocio de la energía eléctrica y la compañía que fundó comenzó a agregar tecnología de CA a su sistema. La oposición institucional de Edison Electric a la corriente alterna llegó a su fin en 1892, cuando se fusionó con la que se había convertido en su mayor competidora, la compañía Thomson-Houston, una fusión que puso a los gerentes de Thomson-Houston bajo el control de la nueva compañía, la General Electric. La fusión de la compañía Edison (junto con sus fuertes patentes de iluminación) con Thomson-Houston (y sus patentes de CA) creó una empresa que pasó a controlar tres cuartas partes del negocio eléctrico de los Estados Unidos. Por su parte, Westinghouse ganó la oferta para suministrar energía eléctrica para la Exposición Mundial Colombina de Chicago en 1893 y obtuvo el primer contrato en las Cataratas del Niágara ese mismo año. Sin embargo, su ventaja en este campo disminuyó rápidamente, pasando posteriormente a compartir contratos con General Electric.
Hubo varios factores técnicos que impulsaron la adopción de la corriente alterna sobre la corriente continua. El sistema de corriente continua genera y distribuye energía eléctrica con la misma tensión que la utilizada por las lámparas y motores del cliente. Esto requirió el uso de cables de distribución grandes y costosos y forzaba a que las plantas generadoras estuviesen cerca de los puntos de consumo. Con el desarrollo de un transformador práctico, la corriente alterna podría enviarse a largas distancias a través de cables relativamente pequeños utilizando una tensión convenientemente alta y luego transformarla a la tensión reducida utilizada por los clientes. Las centrales de generación de corriente alterna podrían ser más grandes y más eficientes y los cables de distribución relativamente menos costosos.
Finalmente, predominó el menor coste de distribución de la CA, aunque los sistemas de CC persistieron en algunas áreas urbanas en el siglo XX. Si bien la energía de CC no se usa generalmente para la transmisión de energía de las centrales eléctricas a los hogares como pretendían Edison y otros técnicos, sigue siendo común cuando las distancias son pequeñas o cuando se necesita aislamiento entre diferentes sistemas de CA y es la base del sistema conocido como corriente continua de alta tensión. La CC de baja tensión se utiliza ampliamente en dispositivos electrónicos modernos como computadoras, teléfonos y sistemas automotrices; en cambio, la mayoría de los motores eléctricos funcionan con CA.

## Antecedentes

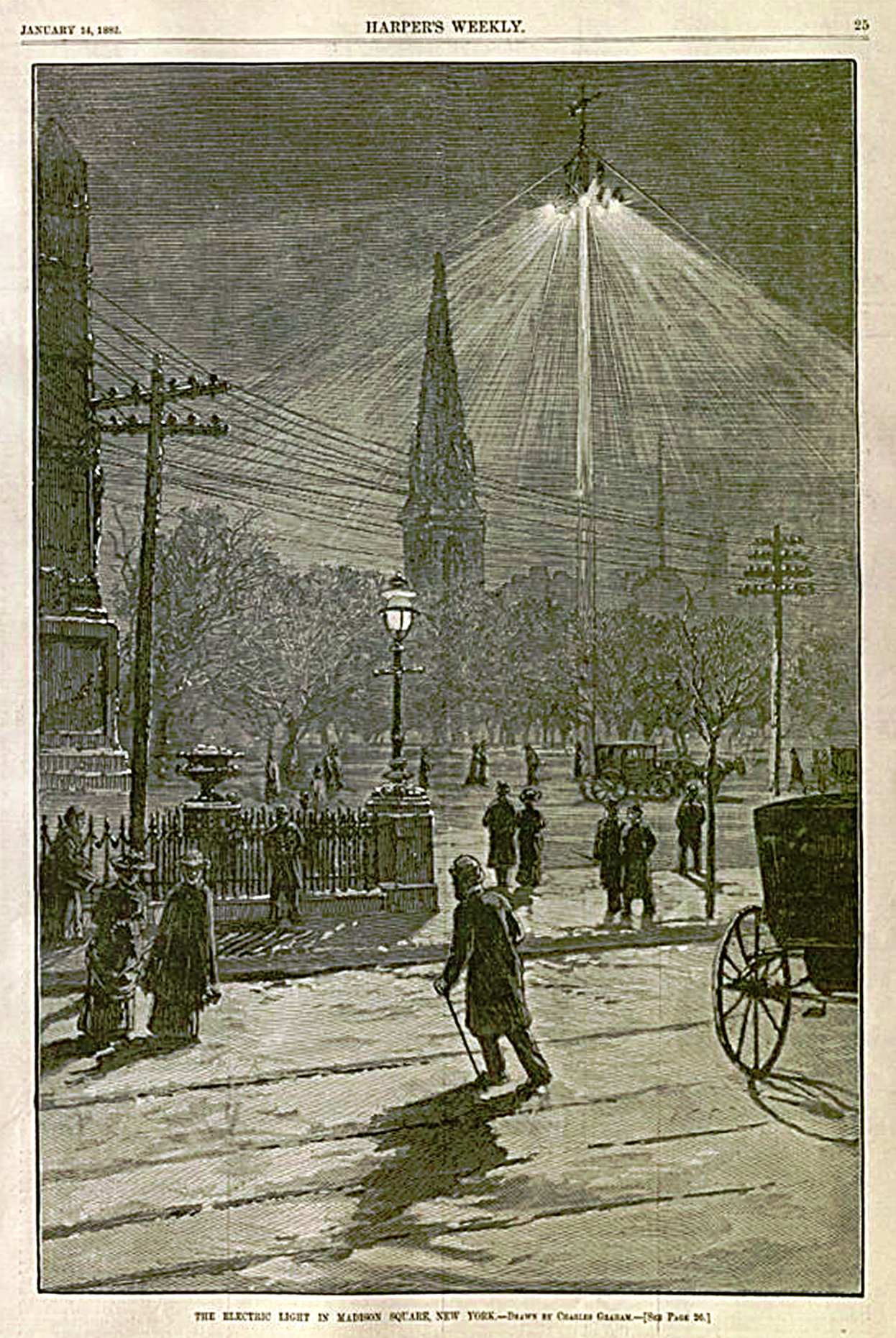
La iluminación de arco eléctrico, extraordinariamente brillante (como esta de Nueva York en 1882) solo se podía usar al aire libre o en grandes espacios interiores, donde se pudiera montar fuera de la línea de visión de la gente.

La guerra de las corrientes surgió del desarrollo de dos sistemas de iluminación; las lámparas de arco, que funcionaban con corriente alterna, y las lámparas incandescentes, que funcionaban con corriente continua. Ambos nacieron con la idea de sustituir al alumbrado de gas, con la iluminación por arco ocupando grandes espacios y el alumbrado público y la iluminación incandescente reemplazando al gas para la iluminación comercial y residencial.

### Iluminación de arco
El primer tipo de luz eléctrica ampliamente utilizada fue la lámpara de arco. Estas lámparas habían existido durante la mayor parte del siglo XIX, pero a fines de la década de 1870 empezaron a instalarse a gran escala en muchas ciudades, alimentadas por plantas generadoras centrales. Los sistemas de iluminación de arco eran extremadamente brillantes y capaces de iluminar calles enteras, patios de fábricas o el interior de grandes edificios. Necesitaban altos voltajes (más de 3000 voltios) y algunos funcionaban mejor con corriente alterna. La corriente alterna se había estado desarrollando durante un tiempo en Europa, con contribuciones hechas al campo por Guillaume Duchenne de Boulogne (1850), el trabajo sobre la dinamo de Zénobe Gramme, la empresa Ganz Works (1870), Sebastian Ziani de Ferranti (1880), Lucien Gaulard y Galileo Ferraris. Los altos voltajes permitieron que una estación generadora central suministrara un área muy amplia, hasta de unos 11 km, utilizando circuitos de gran longitud. Dado que la capacidad de un cable es proporcional al cuadrado del voltaje de la corriente que viaja sobre él, cada duplicación del voltaje permitía que el mismo tamaño de cable transmitiera la misma cantidad de potencia cuatro veces más lejos. En 1880 se inició la instalación de sistemas de iluminación de arco a gran escala en varias ciudades estadounidenses, incluida una central de suministro establecida por Brush Electric Company en diciembre de 1880 para iluminar 3,2 km de la calle Broadway en la ciudad de Nueva York mediante un sistema de iluminación de arco de demostración, alimentado con corriente de 3500 voltios. Las desventajas del sistema de iluminación de arco eran considerables: un mantenimiento intensivo, zumbidos, parpadeos, constituía un riesgo de incendio, era realmente solo adecuado para iluminación exterior y, a los altos voltajes utilizados, era peligroso trabajar con él.

### La corriente continua de la Compañía Edison

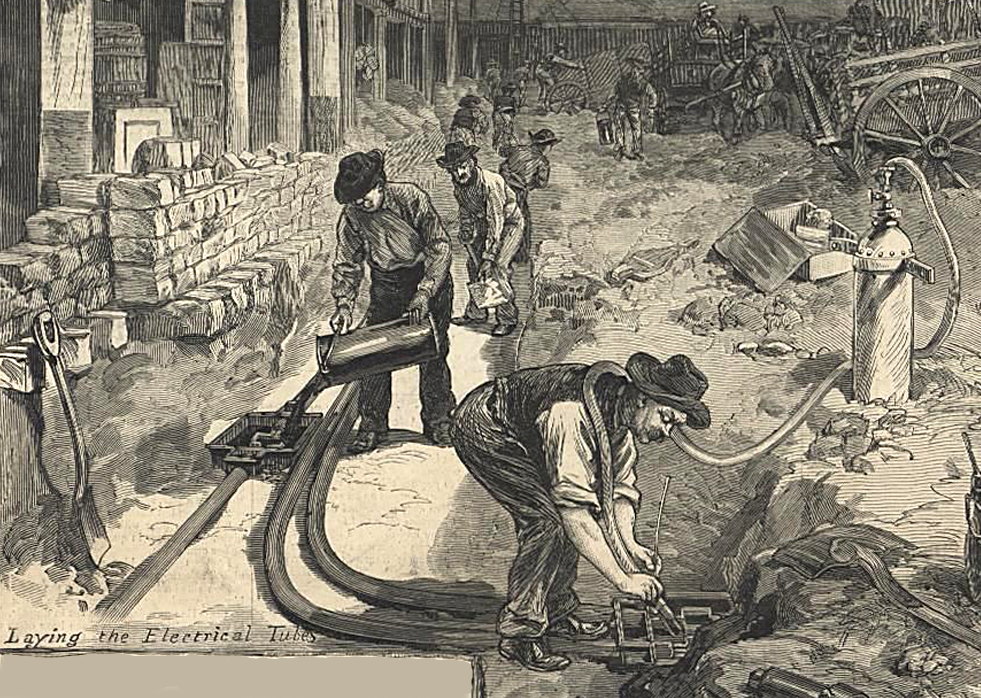
Trabajadores enterrando las líneas eléctricas de CC de Edison bajo las calles de la ciudad de Nueva York en 1882. Esta costosa práctica jugó a su favor ante la opinión pública después de varias muertes causadas por líneas aéreas de alta tensión.

En 1878, el inventor Thomas Edison vio un nicho de mercado para un sistema que podía llevar la iluminación eléctrica directamente al negocio o al hogar de un cliente, nicho que no podía ser cubierto por los sistemas de iluminación de arco. En 1882 se estableció la empresa de propiedad estatal Edison Illuminating Company en la ciudad de Nueva York. Edison diseñó su "servicio" para competir con las ya establecidas compañías de iluminación de gas, basándose en un suministro de corriente continua relativamente bajo de 110 voltios para alimentar una lámpara incandescente de alta resistencia que había inventado para el sistema. Los sistemas de corriente continua de Edison se implantaron en ciudades por todos los Estados Unidos, convirtiéndolo en un estándar manejado por Edison, que controlaba todo el desarrollo técnico y las patentes clave. La corriente continua funcionaba bien con lámparas incandescentes, que eran la principal carga diaria. Los sistemas de corriente continua se pueden usar directamente con baterías de almacenamiento, proporcionando una valiosa carga de nivelación y respaldo durante las interrupciones del funcionamiento de los generadores, que presentan la ventaja adicional de poder montarse fácilmente en paralelo, facilitando un funcionamiento económico mediante el uso de máquinas más pequeñas durante períodos de carga ligera, con la consiguiente mejora de la fiabilidad. Edison había inventado un medidor para permitir a los clientes recibir una factura de energía proporcional al consumo, pero este medidor solo funcionaba con corriente continua. Este tipo de corriente también funcionaba bien con los motores eléctricos, una ventaja que mantuvo en la década de 1880. El principal inconveniente del sistema de Edison era que la corriente circulaba a 110 voltios desde la generación hasta su destino final, lo que le daba un alcance de transmisión relativamente corto: para mantener el tamaño de los caros conductores de cobre procedentes de las plantas generadoras, estas tenían que estar ubicadas en el medio de los centros de población, y solo podían abastecer a los clientes a menos de 1,6 km de la planta.

### Desarrollo de los transformadores de corriente alterna en Europa

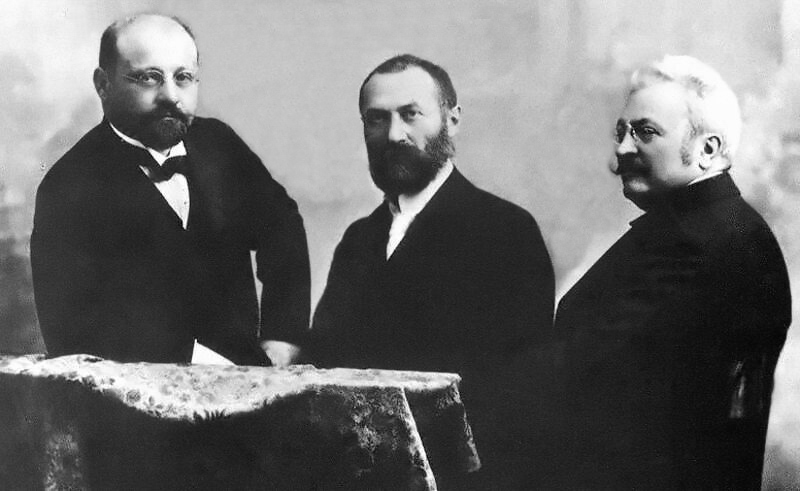
El equipo húngaro "ZBD" (Károly Zipernowsky, Otto Blathy, Miksa Déri). Ellos fueron los inventores del transformador, la primera conexión en derivación de núcleo cerrado de alta eficiencia. También inventaron el moderno sistema de distribución de energía eléctrica: en lugar de utilizar una conexión en serie, conectaron en paralelo a la línea principal los transformadores que suministran la corriente a los dispositivos.

Comenzando en la década de 1880, la corriente alterna adquirió una ventaja clave con respecto a la corriente continua con el desarrollo de transformadores funcionales que permitieron "aumentar el voltaje" a tensiones de transmisión mucho más altas, para después bajarlo facilitando su uso comercial y residencial. El uso de bobinas de inducción para transferir energía entre circuitos eléctricos ya se conocía desde unos 40 años antes, gracias a los trabajos de Pável Yáblochkov que las utilizó en su sistema de iluminación en 1876, y a Lucien Gaulard y John Dixon Gibbs que emplearon este principio para crear un transformador "reductor" en 1882, aunque su diseño no era muy eficiente. Un prototipo de transformador con conexión en derivación de núcleo cerrado de alta eficiencia fue fabricado por el "ZBD" húngaro (un equipo compuesto por Károly Zipernowsky, Otto Blathy y Miksa Déri) en Ganz Works en 1884. Los nuevos transformadores de Z.B.D. eran 3,4 veces más eficientes que los dispositivos bipolares de núcleo abierto de Gaulard y Gibbs. Los transformadores actualmente en uso están diseñados según los principios descubiertos por estos tres ingenieros. Sus patentes incluían otra innovación relacionada importante: el uso de conexiones en paralelo (en oposición a la conexión en serie) para la distribución de energía. Ottó Bláthy también inventó el primer vatihorímetro de CA. La fiabilidad de este tipo de tecnología de CA recibió un gran impulso después de que Ganz Works electrificara Roma, una gran metrópolis, en 1886.

### Westinghouse y el negocio de la corriente alterna

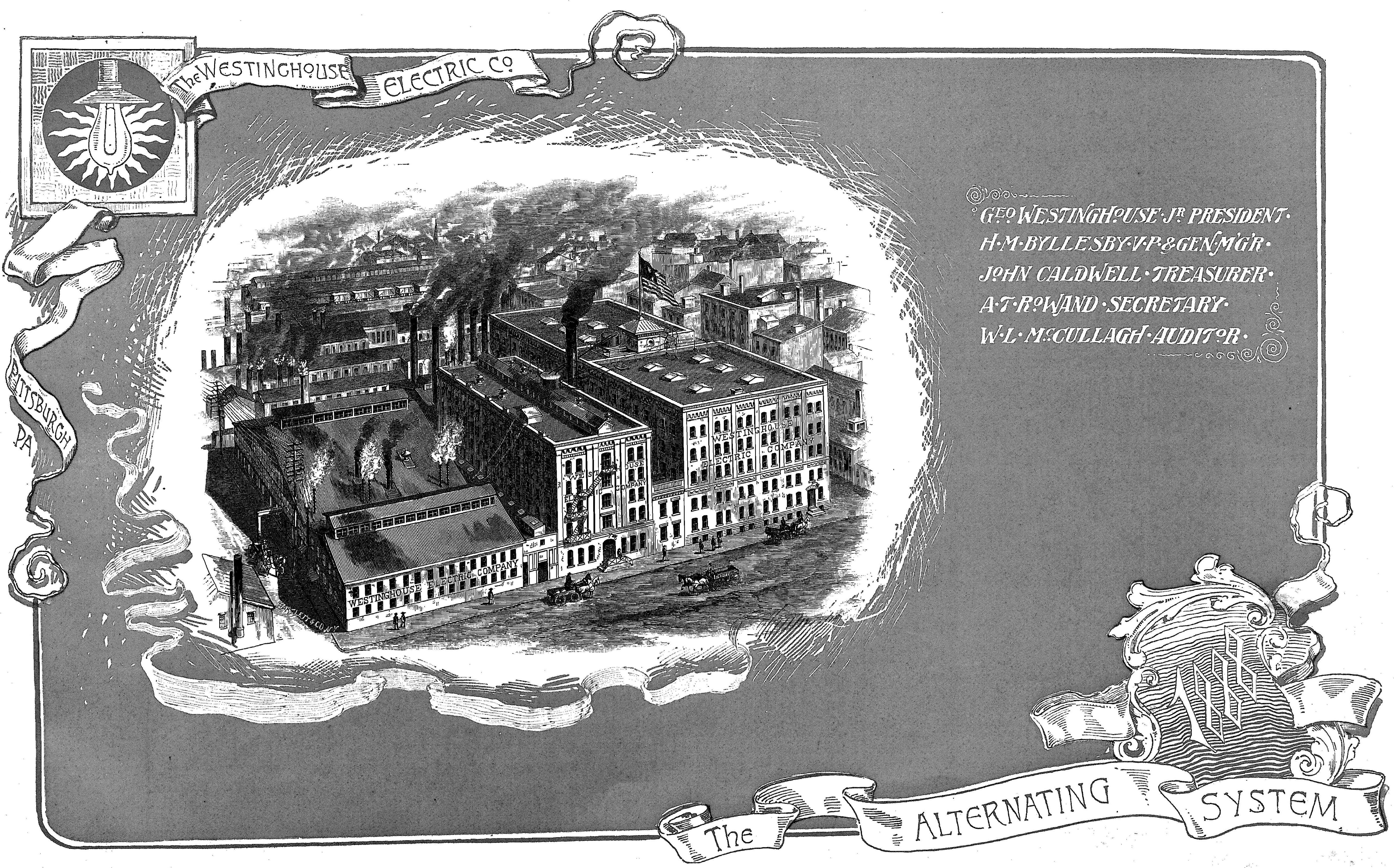
Catálogo de la Westinghouse Electric Company anunciando su "Sistema Alterno" (1888)

En Norteamérica, el inventor y empresario George Westinghouse entró en el negocio de la iluminación eléctrica en 1884, cuando comenzó a desarrollar un sistema de CC, contratando a William Stanley, Jr. para trabajar en él. Westinghouse tuvo noticia en 1885 de los nuevos sistemas de CA basados en los transformadores europeos a través de la revista técnica inglesa "Engineering",. Entendió que la combinación de CA con transformadores significaba que se podía lograr una mayor economía de escala con grandes plantas de energía centralizadas que transmitían la corriente de alto voltaje a distancias muy largas para ser utilizada en la iluminación de arco así como en la iluminación incandescente doméstica y comercial de bajo voltaje suministrada a través de un transformador reductor en el otro extremo. Vio una manera de construir un sistema verdaderamente competitivo en lugar de simplemente idear otro sistema de iluminación de CC apenas competitivo, utilizando patentes lo suficientemente diferentes como para evitar las patentes de Edison. El sistema Edison de plantas de CC centralizadas con su corto alcance de transmisión, también significaba que había un mosaico de clientes no abastecidos de electricidad entre estas centrales, que Westinghouse podría suministrar fácilmente con energía de CA.

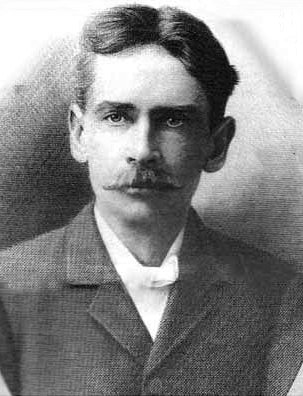
William Stanley desarrolló el primer transformador de CA práctico para Westinghouse y ayudó a construir los primeros sistemas de CA.

Westinghouse compró los derechos de las patentes para Estados Unidos del transformador Gaulard-Gibbs e importó varios de ellos, así como de los generadores en CA de Siemens para comenzar a experimentar con un sistema de iluminación basado en la CA en Pittsburgh. William Stanley utilizó el diseño de Gaulard-Gibbs del Transformador ZBD para desarrollar el primer transformador práctico. La Westinghouse Electric Company se formó a principios de 1886. Stanley, en marzo de 1886, con el respaldo de Westinghouse, instaló el primer sistema de alimentación de CA de voltaje múltiple, un sistema de iluminación incandescente de demostración en Great Barrington, Massachusetts. Ampliado hasta el punto de que podía iluminar 23 negocios en la calle principal con muy poca pérdida de energía a más de 1200 metros, el sistema usaba transformadores para pasar 500 voltios de CA en la calle hasta 100 voltios para alimentar las lámparas incandescentes en cada ubicación. Para otoño de 1886, Westinghouse, Stanley y Oliver B. Shallenberger tenían construido el primer sistema comercial de energía de CA en los Estados Unidos en Búfalo (Nueva York).

### La extensión de la CA
A fines de 1887, Westinghouse tenía 68 centrales eléctricas de corriente alterna frente a las 121 estaciones basadas en la tecnología de CC de Edison. Para empeorar las cosas en contra de Edison, la Thomson-Houston Electric Company de Lynn, Massachusetts (otro competidor que ofrecía sistemas basados en CA y CC) había construido 22 centrales eléctricas. Thomson-Houston estaba expandiendo sus negocios al intentar evitar conflictos de patentes con Westinghouse, organizando acuerdos sobre el reparto de las zonas de influencia sobre el territorio de cada compañía de iluminación, pagar regalías por el uso de la patente del transformador de Stanley y permitir que Westinghouse usase la patente de bombilla incandescente de Sawyer-Man. Además de Thomson-Houston y Brush había otros competidores en el momento, incluidos la United States Illuminating Company y la Waterhouse Electric Light Company. Todas las empresas tenían sus propios sistemas de energía eléctrica, sistemas de iluminación de arco e incluso diseños de lámparas incandescentes para iluminación doméstica, lo que llevó a pleitos y batallas constantes entre ellos y con Edison.

### Cuestiones de seguridad

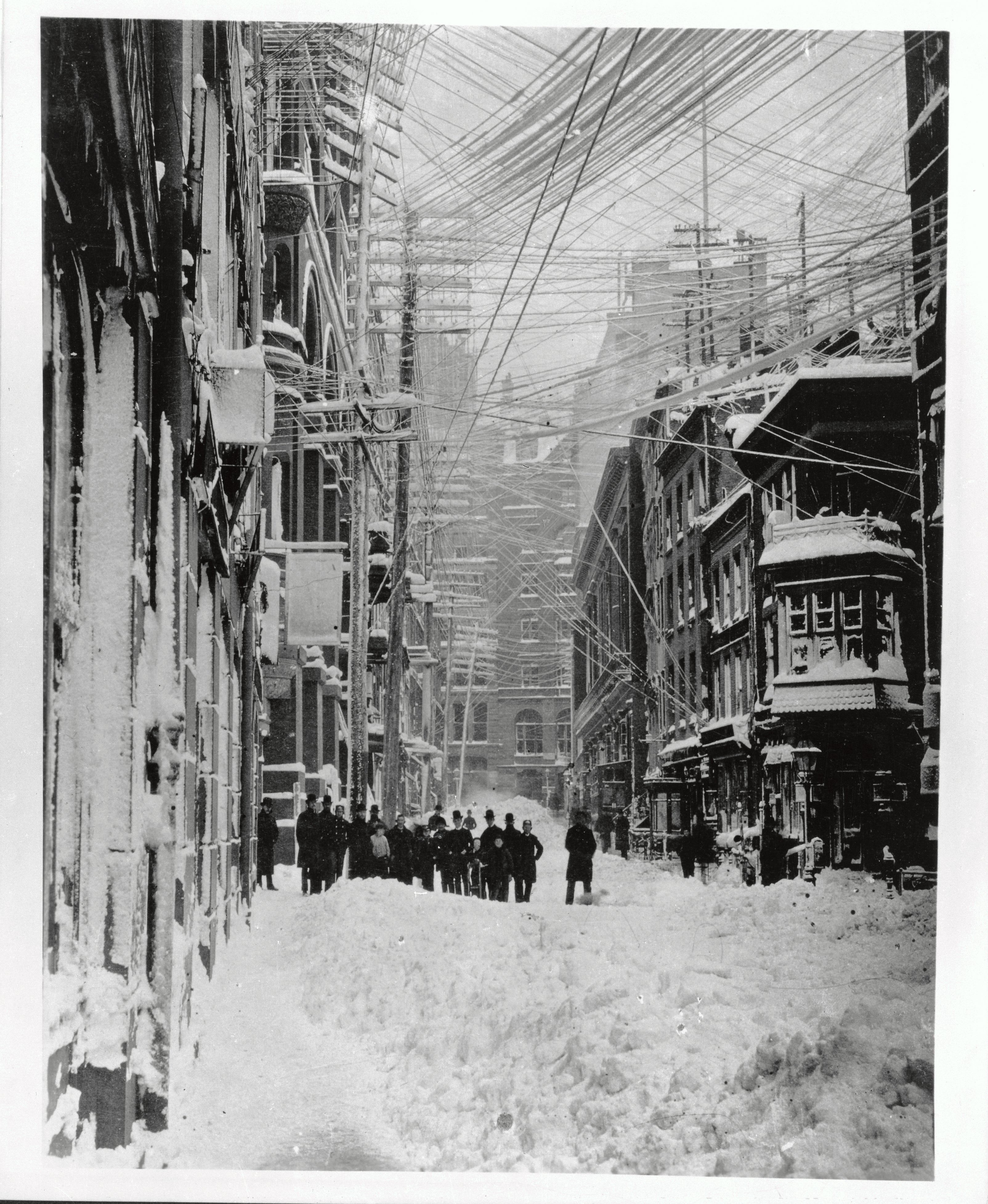
La miríada de líneas telefónicas, telegráficas y eléctricas sobre las calles de la ciudad de Nueva York en una foto de la Gran ventisca de 1888. Un cable roto por la tormenta con carga de CA condujo a la electrocución de un niño esa primavera.

Elihu Thomson de Thomson-Houston estaba preocupado por la seguridad de la CA y se esforzó mucho en el desarrollo de un pararrayos para líneas eléctricas de alta tensión, así como un interruptor magnético que podría apagar el sistema en el caso de una sobretensión, una característica de seguridad que el sistema de Westinghouse no tenía. A Thomson también le preocupaba lo que sucedería con el equipo después de que lo vendieran, suponiendo que los clientes siguieran la arriesgada práctica de instalar tantas luces y generadores como pudieran. También pensó que la idea de usar iluminación de CA en hogares residenciales era demasiado peligrosa, e hizo que la compañía retuviera ese tipo de instalaciones hasta que se pudiera desarrollar un transformador más seguro.
Debido a los riesgos presentados por las líneas eléctricas de alto voltaje, la mayoría de las ciudades europeas y la ciudad de Chicago requirieron que fueran bajo tierra. La ciudad de Nueva York no requería enterrarlas y tenía una reglamentación al respecto escasa, por lo que al final de 1887, a la mezcolanza de alambres aéreos para teléfonos, telégrafos y sistemas de alarma antirrobo y contraincendios en Manhattan, se unieron los descuidados alambres del sistema de iluminación de CA, que llevaban hasta 6000 voltios. El aislamiento eléctrico de las líneas eléctricas era por entonces muy rudimentario (un electricista de la época afirmó que servía para lo mismo que "un trapo cubierto de melaza") y la exposición a los elementos lo erosionaba rápidamente. Un tercio de los cables fueron simplemente abandonados por empresas desaparecidas y se deterioraron lentamente, causando daños y cortocircuitando las otras líneas. Además de formar una maraña desagradable a la vista, los neoyorquinos mostraron su malestar cuando una gran tormenta de nieve en marzo de 1888 (la Gran ventisca de 1888) derribó un considerable número de líneas, cortando los servicios públicos en la ciudad. Esto estimuló la idea de hacer que estas líneas se instalaran bajo tierra, pero el nuevo sistema fue paralizado por una orden judicial obtenida por la Western Union. La legislación para dar a todos los servicios públicos 90 días para mover sus líneas a los conductos subterráneos suministrados por la ciudad estaba avanzando lentamente a través del gobierno, pero también estaba siendo combatida en los tribunales por la Illuminating Company, que afirmaba que sus líneas aéreas de CA eran perfectamente seguras.

### La postura anti-CA de Edison
A medida que los sistemas de CA continuaron extendiéndose hacia los territorios cubiertos por el suministro de CC, impulsados por empresas que parecían desentenderse de las patentes de Edison (incluida la iluminación incandescente), las cosas empeoraron para la compañía. El precio del cobre estaba aumentando, lo que se sumaba a los gastos del sistema de CC de bajo voltaje de Edison, que requería cables de cobre mucho más pesados que los sistemas de CA de mayor voltaje. Los propios colegas e ingenieros de Thomas Edison estaban tratando de hacer que considerara la CA. Sus vendedores perdían ofertas continuamente en muchos municipios, que optaron por sistemas de CA más baratos y Edward Hibberd Johnson, presidente de la Edison Electric Illuminating Company, señaló que si la compañía se quedaba con todo el sistema en CC, no podría hacer negocios en ciudades pequeñas e incluso medianas. Edison Electric tenía una opción de patente sobre el transformador ZBD y un informe confidencial interno recomendaba que la compañía adoptase la CA, pero Thomas Edison estaba en contra de la idea.
Después de que Westinghouse instalara su primer sistema a gran escala, Edison escribió en una carta privada de noviembre de 1886 a Edward Johnson: "Tan cierto como que el peligroso sistema de Westinghouse matará un cliente dentro de los seis meses posteriores a que se le instale un sistema de cualquier tamaño, tiene aspectos muy nuevos y requerirá una gran cantidad de experimentos para que funcione en la práctica" . Edison parecía sostener que el alto voltaje utilizado en los sistemas de CA era demasiado peligroso y que llevaría muchos años desarrollar un sistema seguro y fiable. La seguridad y evitar la mala prensa de matar a un cliente había sido uno de los objetivos en el diseño de su sistema de CC y le preocupaba que una muerte causada por un sistema CA mal instalado pudiera detener el uso de la electricidad en general. La comprensión de Edison sobre cómo funcionaban los sistemas de CA parecía ser amplia. Señaló lo que veía como ineficiencias y que, combinado con los costos de capital al tratar de financiar plantas generadoras muy grandes, le llevó a pensar que habría muy pocos ahorros de costos en una empresa de CA. Edison también opinaba que la CC era un sistema superior (un hecho que estaba seguro de que el público llegaría a reconocer) y la inferior tecnología de la CA estaba siendo utilizada por otras compañías como una forma de evitar sus patentes de CC.
En febrero de 1888, el presidente de Edison Electric, Edward Johnson, publicó un panfleto de 84 páginas titulado "Una advertencia de Edison Electric Light Company" y lo envió a periódicos y compañías que habían comprado o planeaban comprar equipos eléctricos a los competidores de Edison (incluyendo a Westinghouse y Thomson Houston), afirmando que los competidores estaban infringiendo las patentes de la luz incandescente de Edison y de otros dispositivos eléctricos. Advirtió que los compradores podrían encontrarse en el lado perdedor de un caso judicial si esas patentes fueran aceptadas. El folleto también enfatizaba la seguridad y la eficiencia de la corriente continua con el argumento de que la CC no había causado una sola muerte e incluía historias periodísticas de electrocuciones accidentales causadas por la corriente alterna.

### Ejecución por electricidad

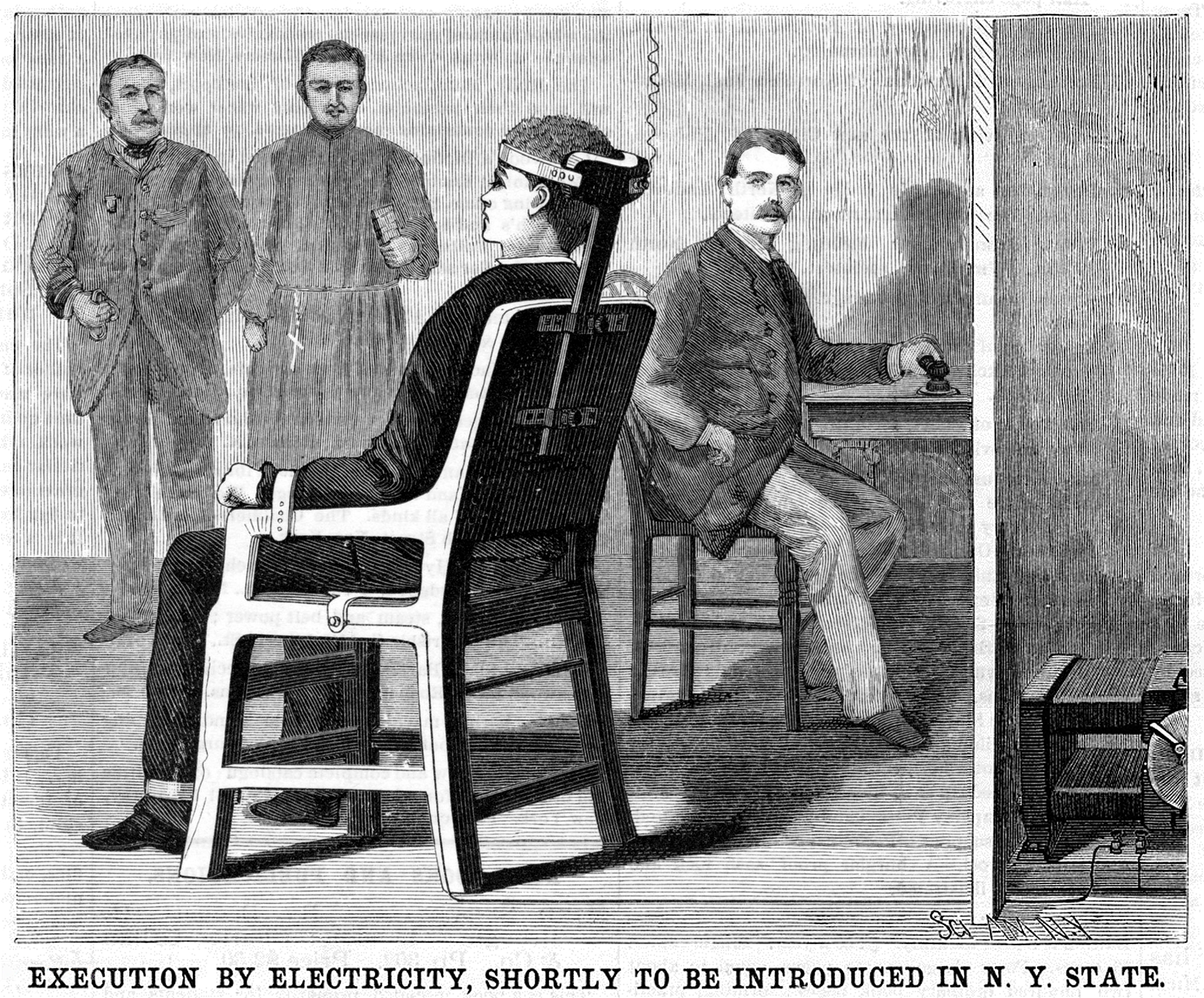
Una ilustración del 30 de junio de 1888 de la revista Scientific American, informando sobre el aspecto de la nueva silla eléctrica.

A medida que los sistemas de iluminación de arco se expandieron, también empezaron a contarse historias de cómo los altos voltajes implicados mataban personas, generalmente montadores inexpertos, un nuevo fenómeno extraño que parecía causar la muerte instantáneamente a sus víctimas. Una historia de esa clase publicada en 1881 sobre un trabajador borracho que murió después de tocar una gran dínamo eléctrica, llevó al dentista Alfred P. Southwick de Buffalo, Nueva York, a buscar alguna aplicación para el curioso fenómeno. Trabajó con el médico local George E. Fell y la ASPCA de Buffalo, electrocutando a cientos de perros callejeros, con el fin de idear un método para practicar la eutanasia a través de la electricidad. Los artículos de Southwick de 1882 y 1883 sobre cómo la electrocución podría ser un sustitutivo del ahorcamiento, usando un asiento similar a una silla dental (silla eléctrica) captó la atención de los políticos del estado de Nueva York que, tras una serie de ahorcamientos fallidos, buscaban desesperadamente una alternativa. Una comisión de 1886 nombrada por el gobernador de Nueva York David B. Hill, que incluía a Southwick, recomendó en 1888 que las ejecuciones se llevaran a cabo mediante electricidad utilizando la silla eléctrica.
Hubo indicios tempranos de que esta nueva forma de ejecución se mezclaría con la guerra de las corrientes. Como parte de su documentación de partida, la comisión envió encuestas a cientos de expertos en derecho y medicina, buscando sus opiniones, y contactando también con expertos en electricidad, incluidos Elihu Thomson y Thomas Edison. A fines de 1887, cuando Southwick, miembro de la comisión de la pena de muerte, contactó con Edison, el inventor declaró que estaba en contra de la pena capital y no quería tener nada que ver con el asunto. Después de nuevas indicaciones, Edison golpeó a su principal competidor en el campo de la energía eléctrica, George Westinghouse, en lo que pudo haber sido la salva de apertura en la guerra de las corrientes, afirmando en una carta de diciembre de 1887 a Southwick que sería mejor usar la corriente generada por  «máquinas alternas», fabricadas principalmente en este país por Geo Westinghouse . Poco después de la aprobación de la ley de electricidad en junio de 1888, un funcionario del gobierno de Nueva York le preguntó a Edison qué medios serían la mejor forma de implementar la nueva forma de ejecución. "Contratar a sus criminales como montadores de las compañías de iluminación eléctrica de Nueva York" fue la respuesta a bocajarro de Edison.

## Resistencia anti-CA
A medida que el número de muertes atribuidas a la iluminación de alto voltaje en todo el país siguió aumentando, una serie de accidentes mortales relacionados con la iluminación de arco de CA en la ciudad de Nueva York en la primavera de 1888 desencadenó un frenesí mediático contra la "corriente mortal de la iluminación de arco"  y las empresas de iluminación aparentemente insensibles que la usaban. Estas muertes incluyeron a un adolescente de 15 años fallecido el 15 de abril por una línea de telégrafo rota que había derivado la corriente alterna de una línea de la Compañía Iluminadora de Estados Unidos, un empleado muerto dos semanas más tarde por una línea de CA; y un montador de la Brush Electric Company fulminado en mayo por la línea de CA que estaba cortando. La prensa en Nueva York pareció cambiar de la noche a la mañana de historias sobre luces eléctricas y gas, a incidentes de "muerte por cable", con cada nuevo informe que parecía avivar el resentimiento público contra la corriente alterna de alta tensión y los peligrosamente enredados cables eléctricos de la ciudad.

### La cruzada de Harold Brown

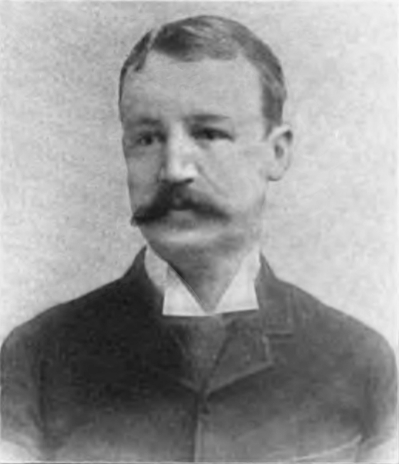
El ingeniero eléctrico Harold Pitney Brown surgió en junio de 1888 como un cruzado contra la corriente alterna.

En este punto, un ingeniero eléctrico llamado Harold P. Brown, que en ese momento parecía no tener conexión con la compañía Edison, envió una carta al editor del New York Post el 5 de junio de 1888, alegando que la raíz del problema era la alternancia del sistema actual (CA) que se estaba utilizando. Brown argumentó que el sistema de CA era intrínsecamente peligroso y "condenable" y preguntó por qué el "público debe someterse al peligro constante de la muerte súbita" solo para que las compañías de servicios pudieran utilizar un sistema de CA más barato.
Al comienzo de los ataques a la CA, Westinghouse, en una carta del 7 de junio de 1888, intentó desactivar la situación. Invitó a Edison a visitarlo en Pittsburgh y dijo: "Creo que ha habido un intento sistemático por parte de algunas personas de cometer una gran cantidad de dislates para crear la mayor distancia posible entre la Edison Company y The Westinghouse Electric Co., cuando debería haber una situación de las cosas completamente diferente". Edison le agradeció estas palabras, pero finalmente dijo: "Mi trabajo de laboratorio consume todo mi tiempo" .
El 8 de junio, Brown estaba presionando en persona ante la Junta de Control Eléctrico de Nueva York, pidiendo que su carta al periódico fuese incluida en el registro de la reunión y exigiendo regulaciones severas sobre la CA, incluyendo la limitación de tensión a 300 voltios, un nivel que haría que la CA fuese inútil para la transmisión de energía. Hubo muchas refutaciones a las reclamaciones de Brown en los periódicos y cartas a la junta, con personas que señalaban que no mostraba evidencia científica de que la CA fuera más peligrosa que la CC. Westinghouse señaló en cartas a varios periódicos los numerosos incendios causados por equipos de CC y sugirió que Brown obviamente estaba siendo controlado por Edison, algo que Brown negó continuamente.
Una edición de julio de The Electrical Journal cubrió la aparición de Brown ante la Junta de Control Eléctrico de Nueva York y el debate en las sociedades técnicas sobre los méritos de la CC y la CA, y señaló que:

La batalla de las corrientes se libra esta semana en Nueva York.

En una reunión de julio de la Junta de Control Eléctrico, las críticas de Brown sobre la CA e incluso su conocimiento de la electricidad fueron cuestionadas por otros ingenieros eléctricos, algunos de los cuales trabajaban para Westinghouse. En esta reunión, los partidarios de la CA aportaron historias anecdóticas de electricistas sobre cómo habían sobrevivido a descargas de CA a voltajes de hasta 1000 voltios y argumentaron que la CC era la más peligrosa de las dos.

#### Las demostraciones de Brown
Brown, decidido a demostrar que la corriente alterna era más peligrosa que la corriente continua, contactó en algún momento con Thomas Edison para ver si podía usar su instrumental para realizar experimentos. Edison ofreció inmediatamente ayudar a Brown en su cruzada contra las compañías de CA. En poco tiempo, se le prestó a Brown espacio y equipo en el laboratorio de Edison en West Orange, Nueva Jersey, así como al asistente de laboratorio Arthur Edwin Kennelly.
Brown pagó a los niños de la localidad por capturar perros callejeros para sus experimentos con corriente continua y alterna. Después de mucha experimentación matando una serie de perros, Brown realizó una demostración pública el 30 de julio en una sala de conferencias en el Columbia College. Con muchos asistentes gritando para que la demostración se detuviera y otros que se marcharon, Brown sometió a un perro enjaulado a varias sacudidas con niveles crecientes de corriente continua de hasta 1000 voltios, a los que el perro sobrevivió. Brown luego aplicó 330 voltios de corriente alterna que mató al perro. Cuatro días más tarde realizó una segunda demostración para responder a las afirmaciones de los críticos de que la CC probablemente debilitó al perro antes de que muriera. En esta segunda demostración, tres perros fueron sacrificados en rápida sucesión con 300 voltios de CA. Brown escribió a una universidad que estaba seguro de que esta demostración haría que la Junta de Control Eléctrico de Nueva York limitara las instalaciones de CA a 300 voltios. La campaña de Brown para restringir la corriente alterna a 300 voltios no llegó a ninguna parte, pero la legislación estuvo a punto de aprobarse en Ohio y Virginia.

#### Colusión con Edison
Lo que llevó a Brown a la vanguardia del debate sobre la CA y sus motivos, sigue sin estar claro, pero los historiadores observan que hubo alguna forma de colusión entre la compañía Edison y Brown. Los registros de Edison parecen mostrar que fue el tesorero de la Edison Electric Light, Francis S . Hastings, a quien se le ocurrió la idea de utilizar a Brown y varios médicos de Nueva York para atacar a Westinghouse y a otras compañías de CA como represalia por lo que Hastings pensó eran ofertas sin escrúpulos de Westinghouse para obtener los contratos de iluminación en Denver y Mineápolis. Hastings reunió a Brown y Edison y estaba en continuo contacto con Brown. Edison Electric parecía estar pagando la factura de algunas de las publicaciones de Brown sobre los peligros de la CA. Además, el propio Thomas Edison envió una carta al gobierno de la ciudad de Scranton (Pensilvania), recomendando a Brown como experto en los peligros de la CA. Parte de esta colusión quedó expuesta en cartas robadas de la oficina de Brown y publicadas en agosto de 1889.

## Patentes y fusiones

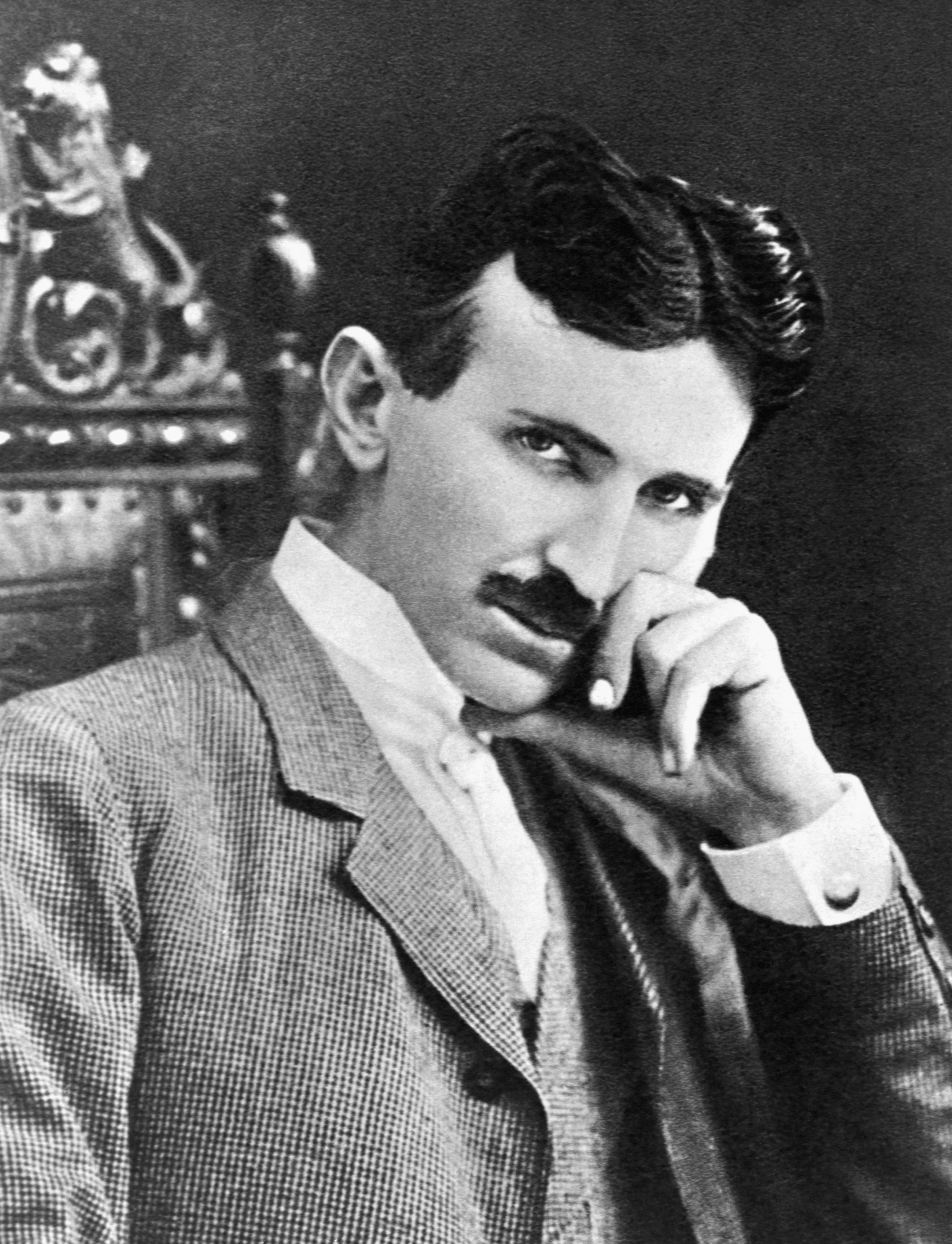
La patente del motor de inducción de Nikola Tesla fue adquirida por Westinghouse en julio de 1888, con planes para incorporarla en un sistema de CA completamente integrado.

Durante este período, Westinghouse continuó invirtiendo dinero y recursos de ingeniería con el objetivo de construir un sistema de CA completamente integrado. Para obtener el control de las patentes de la lámpara Sawyer-Man, compró Consolidated Electric Light en 1887. También compró la Waterhouse Electric Light Company en 1888 y la United States Illuminating Company en 1890, dándole acceso a sus propios sistemas de iluminación de arco y control de todas las principales patentes de lámparas incandescentes no controladas por Edison. En abril de 1888, el ingeniero Oliver B. Shallenberger de Westinghouse desarrolló un contador que utilizaba un campo magnético rotativo para medir el consumo de corriente alterna, que le proporcionó a la empresa una forma de calcular cuánta electricidad usaba un cliente. En julio de 1888, Westinghouse pagó una cantidad sustancial para licenciar las patentes para Estados Unidos de Nikola Tesla de un motor asíncrono polifásico de CA y obtuvo una opción de patente para el diseño de motores de inducción de Galileo Ferraris. Aunque la adquisición de un motor de CA factible le dio a Westinghouse una patente clave para construir un sistema de CA completamente integrado, dada la escasez general de efectivo en 1890, la empresa estaba al borde de la quiebra. El desarrollo tuvo que suspenderse por un tiempo. La dificultad para obtener los fondos necesarios se estaba convirtiendo en un problema serio para la compañía y en 1890 se dio el primero de varios intentos del inversor J. P. Morgan para hacerse con el control de Westinghouse Electric.
Thomson-Houston continuaba expandiéndose, comprando siete compañías eléctricas más pequeñas, incluida la compra de la Brush Electric Company en 1889. En 1890, Thomson-Houston controlaba la mayoría de los sistemas de iluminación de arco en los EE. UU. y un buen número de sus propias patentes para los Estados Unidos. Sin embargo, varios de los acuerdos comerciales entre Thomson-Houston y Westinghouse fracasaron, y en abril de 1888 un juez rechazó parte de la patente original de Gaulard Gibbs de Westinghouse, afirmando que solo cubría transformadores conectados en serie.
Con la ayuda del financiero Henry Villard, el grupo de compañías Edison también pasó por una serie de fusiones: Edison Lamp Company, fabricante de lámparas en East Newark, Nueva Jersey; Edison Machine Works, un fabricante de generadores y grandes motores eléctricos en Schenectady; Bergmann & Company, un fabricante de portalámparas, casquillos y otros dispositivos de iluminación eléctrica; y Edison Electric Light Company, la compañía poseedora de las patentes y la rama financiera respaldada por J. P. Morgan y la familia Vanderbilt para los experimentos de iluminación de Edison, se fusionaron. La nueva compañía, Edison General Electric Company, se formó en enero de 1889 con la ayuda de Drexel, Morgan & Co. y Grosvenor Lowrey, con Villard como presidente. Más tarde incluyó a Frank Julian Sprague.

## El auge de la guerra
Durante el otoño de 1888, continuó la escalada de intervenciones verbales de Brown atacando específicamente a Westinghouse. En noviembre, George Westinghouse desafió la afirmación de Brown en las páginas de la revista "Ingeniero Eléctrico" de que los sistemas de CA de Westinghouse habían causado 30 muertes. La revista investigó esta aseveración y encontró que como mucho, solo dos de las muertes podrían atribuirse a instalaciones de Westinghouse.

### Asociando la CA y a Westinghouse con la silla eléctrica
Aunque Nueva York tenía un código de procedimiento penal que especificaba la electrocución a través de una silla eléctrica, no especificaba el tipo de electricidad, la cantidad de corriente o su método de suministro, ya que por entonces todavía eran detalles relativamente desconocidos. La Sociedad Médico- Legal de Nueva York, una asociación informal compuesta de doctores y abogados, se encargó de trabajar en los detalles y desde finales de 1888 hasta principios de 1889 realizó una serie de experimentos con animales sobre cantidades de voltaje, diseño y colocación de electrodos y conductividad de la piel. Durante este tiempo buscaron el consejo de Harold Brown como consultor. Esto terminó expandiendo la guerra de corrientes en el desarrollo de la silla y el debate general sobre la pena capital en los Estados Unidos.
Después de que la Sociedad Medicolegal formara su comité en septiembre de 1888, el presidente Frederick Peterson, que había sido asistente en la electrocución pública de perros de Brown en julio de 1888 con CA en el Columbia College, hizo que los resultados de esos experimentos fueran presentados al comité. Las afirmaciones de que la CA era más letal que la CC y que era la mejor corriente para usar, fueron cuestionadas por algunos miembros del comité, señalando que los experimentos de Brown no se llevaron a cabo científicamente y que fueron realizados en animales más pequeños que un ser humano. En su reunión de noviembre, el comité recomendó 3000 voltios, aunque no se determinó el tipo de electricidad, si corriente continua o corriente alterna.

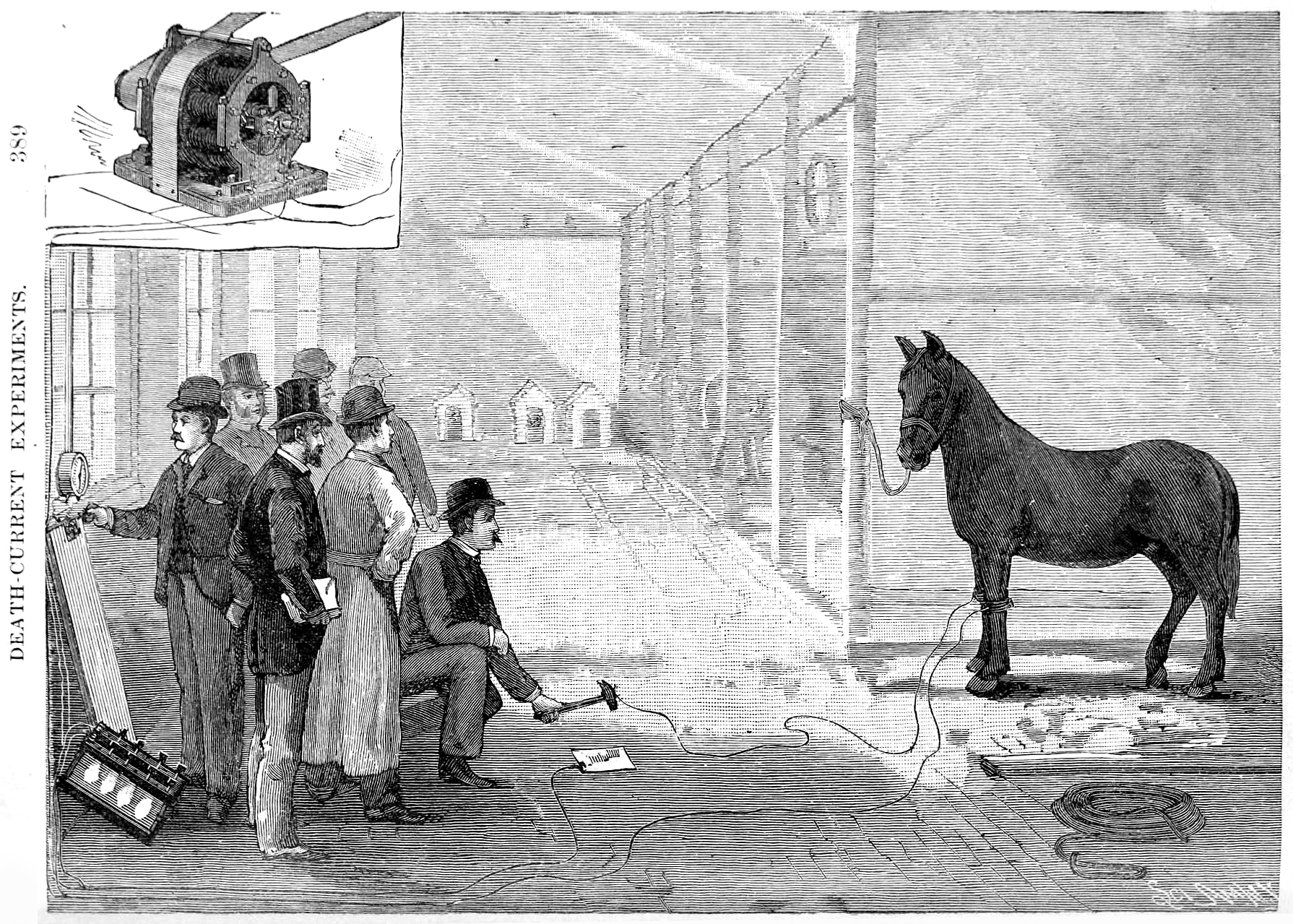
Harold Brown demostró el poder letal de la CA a la Sociedad Médico-Legal de Nueva York electrocutando un caballo en el laboratorio de West Orange de Thomas Edison.

Para demostrar de manera más concluyente al comité que la CA era más letal que la CC, Brown contactó con el tesorero de la Edison Electric Light, Francis S. Hastings, para organizar el uso del laboratorio de West Orange. Allí, el 5 de diciembre de 1888, Brown montó un experimento con la presencia de miembros de la prensa, integrantes de la Sociedad Médico-Legal, el presidente de la comisión de la pena de muerte y Thomas Edison. Empleó corriente alterna para todas sus pruebas en animales más grandes que un ser humano, incluyendo 4 terneros y un caballo cojo, todos despachados con 750 voltios de CA. Con base en estos resultados, la reunión de diciembre de la Sociedad Médico-Legal recomendó el uso de 1000- 1500 voltios de corriente alterna para ejecuciones, y los periódicos publicaron que la CA utilizada era la mitad del voltaje usado en las líneas eléctricas sobre las calles de las ciudades estadounidenses.
Westinghouse criticó estas pruebas como una demostración sesgada e interesada, diseñada para ser un ataque directo contra la corriente alterna. El 13 de diciembre, en una carta al "The New York Times", Westinghouse explicaba en qué estaban equivocados los experimentos de Brown, y afirmaba nuevamente que Brown estaba siendo empleado por la compañía Edison. La carta de Brown del 18 de diciembre refutó las acusaciones de Westinghouse, e incluso le desafió a un duelo eléctrico, con Brown accediendo a ser sometido a cantidades cada vez mayores de energía de CC si Westinghouse se sometía a la misma cantidad de CA, de forma que el primero en retirarse perdería el reto. Westinghouse rechazó la oferta.
En marzo de 1889, cuando los miembros de la Sociedad Médico-Legal se embarcaron en otra serie de pruebas para determinar los detalles de la composición y ubicación de los electrodos, recurrieron a Brown para obtener asistencia técnica. Hastings, el tesorero de Edison, intentó obtener sin éxito un generador de CA Westinghouse para la prueba. Terminaron usando el laboratorio de West Orange de Edison para los ensayos con animales.
También en marzo, el superintendente de prisiones Austin Lathrop le preguntó a Brown si podía suministrar el equipo necesario para las ejecuciones, así como diseñar la silla eléctrica. Brown rechazó el trabajo de diseñar la silla, pero acordó cumplir el contrato para suministrar el equipo eléctrico necesario. El estado se negó a pagar por adelantado, y Brown aparentemente recurrió a Edison Electric así como a la Thomson-Houston Electric Company para ayudar a obtener el equipamiento. Esto se convirtió en una maniobra soterrada para adquirir generadores de corriente alterna de Westinghouse con el fin de abastecer de corriente a la silla eléctrica, aparentemente con la ayuda de la compañía Edison y el principal rival en el campo de la CA de Westinghouse, Thomson-Houston. Esta última compañía arregló la adquisición de tres generadores de corriente alterna Westinghouse, reemplazando con ellos a los propios equipos de CA de Thomson-Houston. Edison Electric probablemente puso el dinero necesario para que Brown pudiera adquirirlos. El presidente de Thomson-Houston, Charles Coffin, tenía al menos dos razones para obtener los generadores de Westinghouse: no quería que el equipo de su compañía estuviera asociado con la pena de muerte; y quería usar uno de estos generadores para demostrar que el argumento comercial de Westinghouse (que afirmaba fabricar generadores un 50% más eficientes que la competencia), era falso (pagándole a Brown para que organizara una prueba de eficiencia pública).
Esa primavera, Brown publicó "El peligro comparativo para la vida de la corriente eléctrica alterna y continua" que detalla los experimentos con animales realizados en el laboratorio de Edison, afirmando que demostraban que la CA era mucho más letal que la CC. Este folleto de 61 páginas impreso profesionalmente (probablemente pagado por la compañía Edison) fue enviado a funcionarios del gobierno, periódicos y empresarios de localidades con poblaciones superiores a los 5000 habitantes.
En mayo de 1889, cuando Nueva York hubo sentenciado a su primer criminal a ser ejecutado en la silla eléctrica, un comerciante callejero llamado William Kemmler, se produjo una gran cantidad de discusiones en la columna editorial del New York Times sobre cómo llamar a la entonces nueva forma de ejecución. Se presentó el término "Westinghousizado" y "Gerry-cidio" (en referencia al jefe de la comisión de la pena de muerte, Elbridge Gerry), y "Brown-ado" . The Times odiaba la palabra que finalmente se adoptó, electrocución, describiéndola como impulsada por "ignorantes pretenciosos" . Uno de los abogados de Edison le escribió a su colega expresando su opinión de que la preferencia de Edison por "dynamomuerte", "amperimuerte" y electromuerte no eran buenos términos, pero pensaron que Westinghousizado era la mejor opción.

#### El primer condenado a la silla eléctrica: William Kemmler

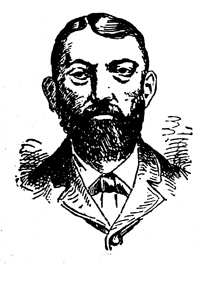
Después de que William Kemmler fue sentenciado a muerte en la silla eléctrica, su apelación fue financiada por Westinghouse, en un intento de evitar que los generadores de electricidad Westinghouse de CA se usaran en una ejecución, intentando derogar la ley de electrocución.

William Kemmler fue sentenciado a morir en la silla eléctrica el día 24 de junio de 1889, pero antes de que se pudiera llevar a cabo la sentencia se presentó una apelación porque constituía un castigo cruel e inusual al amparo de la Constitución de los Estados Unidos. Se hizo obvio para la prensa y todos los involucrados que el caro y políticamente conectado abogado que presentó la apelación, William Bourke Cockran, no tenía conexión con el caso pero sí que tenía conexión con la compañía Westinghouse, obviamente pagando por sus servicios.
Durante las audiencias de contraste de hechos celebradas en todo el estado y a partir del 9 de julio en la ciudad de Nueva York, Cockran utilizó sus considerables habilidades como interrogador y orador para atacar a Brown, Edison y sus seguidores. Su estrategia era demostrar que Brown había falsificado su prueba sobre el poder letal de la CA, argumentando al contrario que la electricidad no causaría una muerte segura y simplemente llevaría a torturar a los condenados. En el interrogatorio, cuestionó la falta de credenciales de Brown en el campo eléctrico y planteó una posible colusión entre Brown y Edison, lo que Brown negó nuevamente. Muchos testigos fueron convocados por ambas partes para dar testimonios de primera mano sobre encuentros con la electricidad, recibiéndose evidencias por parte de profesionales médicos sobre el sistema nervioso del cuerpo humano y la conductividad eléctrica de la piel. Brown fue acusado de falsificar sus pruebas en animales, ocultando el hecho de que estaba usando CC más baja que la CA. Cuando la audiencia se reunió uno de los días en el laboratorio de West Orange de Edison para presenciar demostraciones de resistencia de la piel a la electricidad, Brown casi se peleó con un representante de Westinghouse, acusándolo de estar en el laboratorio de Edison para realizar espionaje industrial. Los periódicos notaron que los testimonios, a menudo contradictorios, generaban dudas públicas sobre la ley de electrocución, pero después de que Edison subió al estrado, muchos aceptaron las garantías del "mago de Menlo Park" de que 1000 voltios de CA matarían fácilmente a cualquier hombre.
Después de que se presentara el testimonio reunido y las dos partes argumentaran el caso, el Juez Edwin Day falló contra la apelación de Kemmler el 9 de octubre, y el Tribunal Supremo de los Estados Unidos denegó la apelación de Kemmler el 23 de mayo de 1890.
Cuando la silla se usó por primera vez, el 6 de agosto de 1890, los técnicos calcularon mal el voltaje necesario para matar a William Kemmler. Después de la primera sacudida de electricidad, Kemmler aún respiraba. El procedimiento tuvo que ser repetido, y un reportero que estaba presente lo describió como "un espectáculo horrible, mucho peor que un ahorcamiento". George Westinghouse comentó: "Lo hubieran hecho mejor usando un hacha" .

### Evidencias de la colusión de Brown
El 25 de agosto de 1889, el New York Sun publicó una historia titulada:

"Brown, ¡Un sinvergüenza! - Hechos vergonzosos sobre la ejecución por electrocución; Trabajo Sospechoso para un experto estatal; Pagado por una Compañía Eléctrica para perjudicar a otra"

La historia se basó en 45 cartas robadas de la oficina de Brown que detallaban la colusión de Brown con Thomson-Houston y Edison Electric. La mayoría de las cartas fueron correspondencia entre Brown y Thomson-Houston sobre el tema de la adquisición de los tres generadores Westinghouse para el estado de Nueva York, así como el uso de uno de ellos en una prueba de eficiencia. También mostraron que Brown había recibido 5000 dólares de Edison Electric para comprar los excedentes de generadores Westinghouse de Thomson-Houston. La participación adicional de Edison estaba contenida en cartas del tesorero de Edison, Hastings, pidiéndole a Brown que enviara panfletos contra la CA a todos los legisladores en el estado de Misuri (a expensas de la compañía), Brown solicitando que se enviase una carta de recomendación de Thomas Edison a Scranton, PA, así como Edison y Arthur Kennelly, dando instrucciones a Brown de cara a su próximo testimonio en el juicio sobre la apelación de Kemmler.
Brown no se vio frenado por esta revelación, y describió sus esfuerzos para desenmascarar a Westinghouse como parecidos a perseguir a un tendero que vende veneno y lo llama azúcar .

### El "pánico a los tendidos eléctricos"

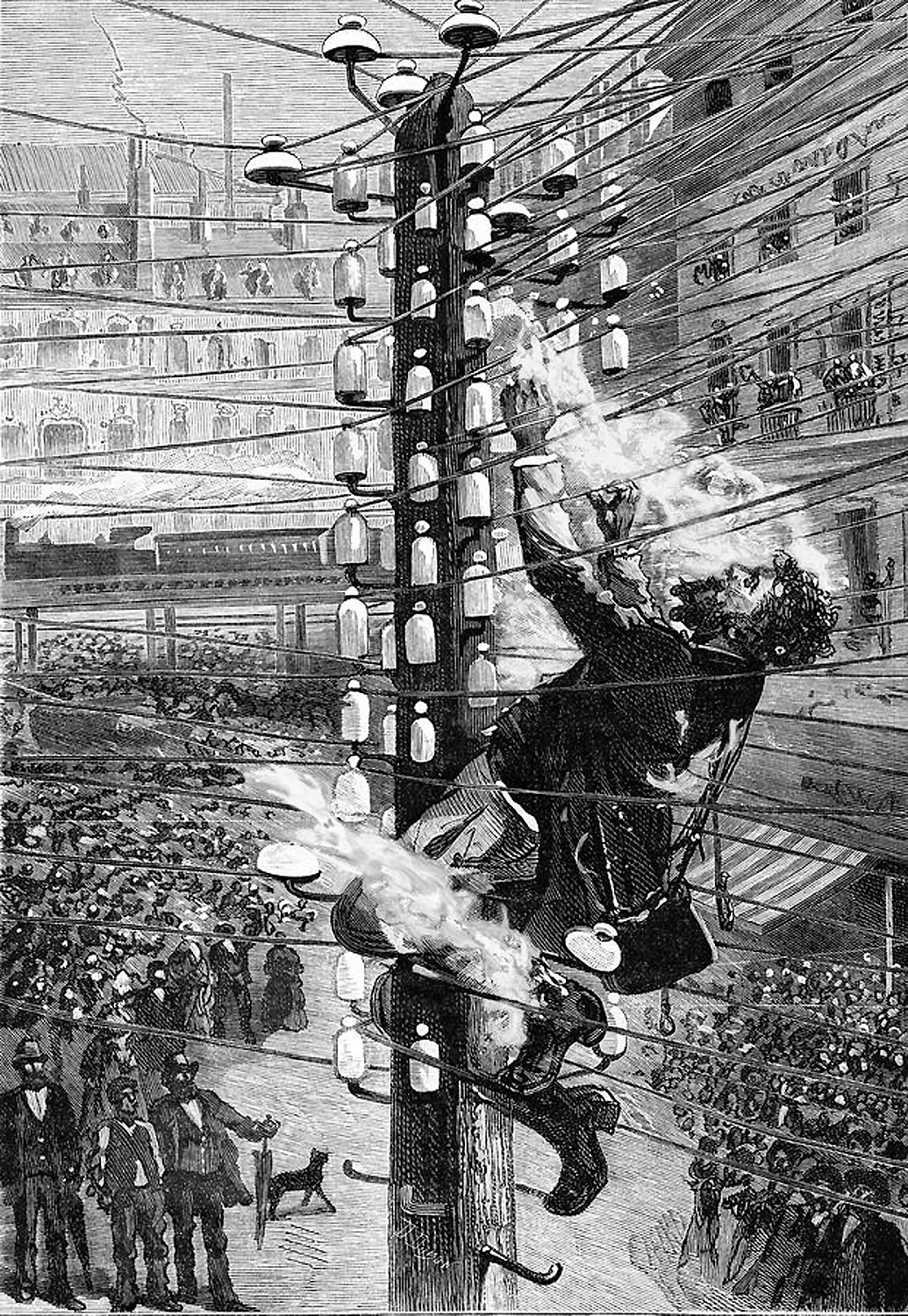
La muerte del instalador de la Western Union, John Feeks, llevó finalmente a la aprobación de leyes para colocar las líneas de CA bajo tierra en la ciudad de Nueva York.

1889 vio otra ronda de muertes atribuidas a la corriente alterna, incluyendo un instalador en Buffalo, Nueva York; otros cuatro en la ciudad de Nueva York; y un comerciante de frutas también de Nueva York que murió cuando el expositor que estaba usando entró en contacto con una línea aérea. El alcalde de Nueva York, Hugh J. Grant, en una reunión con la Junta de Control Eléctrico y las compañías de electricidad de CA, rechazó las afirmaciones de que las líneas de CA eran perfectamente seguras y dijo que "recibimos noticias de todos los que las tocan en la oficina de los forenses" . El 11 de octubre de 1889, John Feeks, un instalador de líneas de la Western Union, estaba en lo alto de la maraña de cables eléctricos aéreos en lo que se suponía eran líneas de telégrafos de bajo voltaje en un ajetreado distrito de Manhattan. Mientras la multitud recorría la calle a la hora del almuerzo, Feeks se agarró a una línea cercana que, desconocida para él, había entrado en contacto a muchas manzanas de distancia con una línea de CA de alto voltaje. La sacudida entró por su mano derecha desnuda y salió por su pie izquierdo, a través una de sus botas de escalada equipada con clavos de acero. Falleció casi al instante. Su cuerpo quedó enredado entre la maraña de cables, chispeando, ardiendo y humeando durante casi una hora, mientras una multitud horrorizada de miles de personas se congregaba debajo. El origen de la descarga que mató a Feeks no se pudo determinar, a pesar de que las líneas de la Compañía Iluminadora de Estados Unidos se encontraban cerca.
La muerte pública de Feek provocó una nueva explosión de personas que temían las líneas eléctricas sobre sus cabezas, en lo que se ha llamado el "Pánico al tendido eléctrico" . La culpa pareció centrarse en Westinghouse, ya que habiendo comprado muchas de las compañías de iluminación involucradas, la gente asumió que la muerte del operario fue culpa de una de sus empresas subsidiarias. Los periódicos se unieron a la protesta pública tras la muerte de Feeks, señalando que la vida de los hombres "era más barata que el aislamiento de los cables" y pidiendo a los ejecutivos de las empresas de CA que cargaran con el homicidio involuntario. El 13 de octubre de 1889, el "Times-Picayune" de Nueva Orleans señaló: "La muerte no se detiene en la puerta, sino que llega directamente a la casa, y tal vez cuando cierras una puerta o enciendes el gas te matan". La reputación de Harold Brown se rehabilitó casi de la noche a la mañana. Los periódicos y revistas buscaban su opinión, y los reporteros lo seguían por la ciudad de Nueva York, donde medía la cantidad de corriente que se escapaba de las líneas de alimentación de CA.

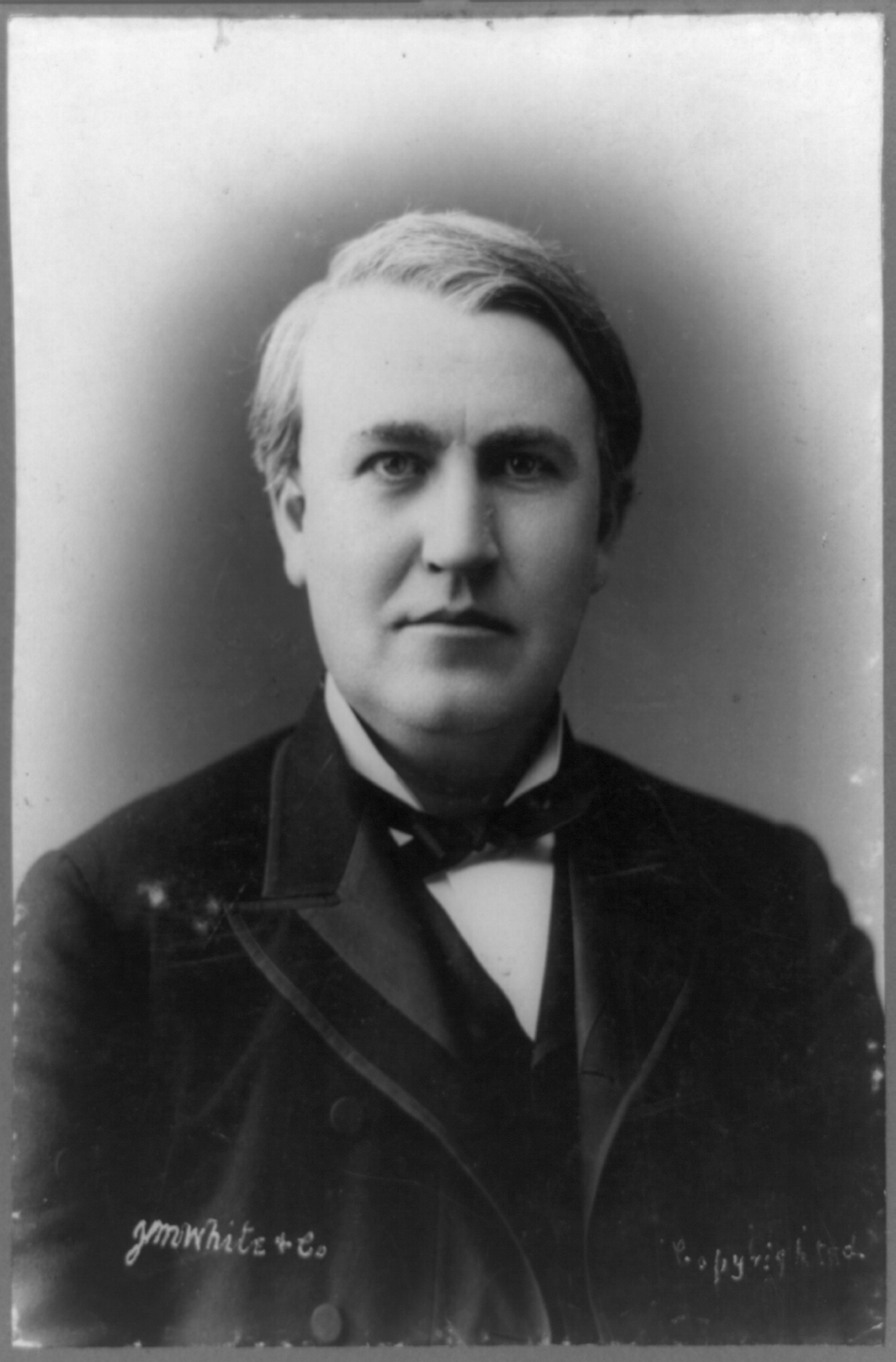
La muerte de Feeks marcó la primera vez que Edison denunció públicamente la corriente alterna.

En la cima de la guerra de corrientes, el propio Edison se unió al debate público por primera vez, clamando contra la corriente alterna en un artículo de noviembre de 1889 en el "North American Review" titulado: "Los peligros de la iluminación eléctrica". 
Edison propuso la idea de que enterrar las líneas de alta tensión no era una solución, y simplemente movería las muertes a la clandestinidad y sería una "amenaza constante" que podría terminar con la instalación de otras líneas que amenazan los hogares y las vidas de las personas. Declaró que la única manera hacer que la CA fuese segura sería limitar su voltaje, y juró que Edison Electric nunca adoptaría la CA mientras él estuviera al frente.
George Westinghouse fue repentinamente puesto en el papel de un "villano" tratando de defender las instalaciones de CA montadas sobre postes que sabía que eran inseguras, e intentó esquivar las preguntas de los periodistas tratando de señalar todas las otras cosas en una gran ciudad que eran todavía más peligrosas. El mes siguiente lo hizo mejor en su respuesta publicada en la North American Review, señalando que su sistema de CA/transformador en realidad utilizaba voltajes domésticos más bajos que el sistema de CC de Edison. También señaló 87 muertes en un año causadas por los automóviles en las calles y la iluminación de gas frente a solo 5 electrocuciones accidentales y sin muertes en los hogares atribuidas a la corriente alterna.
Entre la multitud que vio a Feeks había muchas personas influyentes de Nueva York, debido a que el lugar del accidente estaba cerca de las oficinas del gobierno municipal, y el espeluznante asunto los impulsó a la aprobación de la ley sobre la instalación de servicios subterráneos. Las compañías eléctricas involucradas obtuvieron una orden judicial evitando que sus líneas fuesen cortadas de inmediato, pero tuvieron que apagar la mayor parte de su iluminación hasta que la situación se resolviese, sumiendo a muchas calles de Nueva York en la oscuridad. La legislación que ordenaba la retirada de todas las líneas de servicios aéreas fue finalmente confirmada por el Tribunal Supremo de Nueva York en diciembre. Las líneas de CA fueron cortadas manteniendo muchas calles de la ciudad de Nueva York en la oscuridad durante el resto del invierno, ya que los supervisores del ayuntamiento de la ciudad, que se suponía que debían supervisar la construcción de las conducciones subterráneas, poco habían hecho al respecto.

## Final de la guerra de las corrientes
Incluso con Westinghouse perdiendo el enfrentamiento propagandístico, la guerra de las corrientes se estaba apaciguando, con la corriente continua del lado perdedor. Esto se debió en gran parte a que Thomas Edison abandonó el negocio de la energía eléctrica. El inventor estaba siendo marginado en su propia compañía al perder el control mayoritario en la fusión de 1889, que formó la Edison General Electric. En 1890 le dijo al presidente Henry Villard que pensaba que era hora de retirarse del negocio de la iluminación y pasar a un proyecto de refinado de mineral de hierro que le ocupaba en aquel tiempo. Los valores dogmáticos anti CA de Edison ya no controlaban la empresa. En 1889, las propias subsidiarias de la Edison Electric estaban presionando para agregar la transmisión de energía de CA a sus sistemas y en octubre de 1890 Edison Machine Works comenzó a desarrollar equipos basados en CA.
Con Thomas Edison desvinculado de Edison General Electric, la guerra de las corrientes llegó a su fin con una fusión financiera. El presidente de Edison, Henry Villard, que había diseñado la fusión que supuso la formación de Edison General Electric, estaba trabajando continuamente en la idea de fusionar la compañía con Thomson-Houston o con Westinghouse. Vio una verdadera oportunidad en 1891. El mercado estaba en una recesión general que causaba escasez de efectivo para todas las compañías involucradas y Villard estaba en conversaciones con Thomson-Houston, que ahora era el mayor competidor de Edison General Electric. Thomson-Houston tenía la costumbre de ahorrar dinero en desarrollo al comprar, o en ocasiones apropiarse indebidamente, de ciertas patentes. Los conflictos de patentes obstaculizaron el crecimiento de ambas compañías y la idea de ahorrar en unos 60 pleitos en curso, así como para evitar pérdidas al intentar socavarse entre sí mediante la venta de plantas generadoras por debajo de costo, impulsó la idea de esta fusión en los círculos financieros. Edison odiaba la idea y trató de impedirla, pero Villard pensó que su compañía, que ahora ganaba sus demandas de patentes de luz incandescente en los tribunales, estaba en posición de dictar los términos de cualquier fusión. Formando parte del comité de financieros, que incluía a J. P. Morgan, trabajó en el trato, aunque a principios de 1892 los acontecimientos fueron en su contra. En opinión de Morgan, Thomson-Houston era sobre el papel la más fuerte de las dos compañías, y diseñó un acuerdo entre bastidores anunciado el 15 de abril de 1892 que otorgaba a la gerencia de Thomson-Houston el control de la nueva compañía, ahora llamada General Electric (dejando caer el nombre de Edison). Thomas Edison no estaba al tanto del trato hasta el día antes de que se suscribiera.
Las quince compañías eléctricas que existían cinco años antes se habían fusionado en dos; General Electric y Westinghouse. La guerra de las corrientes llegó a su fin y esta fusión de la empresa Edison, junto con sus patentes de iluminación, y Thomson-Houston, con sus patentes CA, crearon una compañía que controlaba tres cuartas partes del negocio eléctrico de los EE. UU.. A partir de este punto, tanto General Electric como Westinghouse comercializaban sistemas de corriente alterna. Edison puso cara complaciente en público al señalar cómo sus acciones habían ganado valor en el trato, pero en privado estaba resentido porque su compañía y todas sus patentes habían sido entregadas a la competencia.

### Consecuencias
Aunque la guerra institucional de las corrientes terminó en una fusión financiera, a la diferencia técnica entre los sistemas de corriente alterna y continua siguió una fusión técnica mucho más prolongada. Debido a la innovación en EE. UU. y Europa, la economía de escala de la corriente alterna con plantas generadoras muy grandes vinculadas a las cargas a través de la transmisión a larga distancia, se estaba combinando lentamente con la capacidad de vincularlo con todos los sistemas existentes que necesitaban ser suministrados. Entre estos se incluyen los sistemas de CA monofásicos, sistemas de CA polifásicos, iluminación incandescente de bajo voltaje, iluminación de arco de alto voltaje y motores de corriente continua existentes en fábricas y tranvías. En el sistema universal diseñado, estas diferencias tecnológicas fueron temporalmente solventadas mediante el desarrollo de dispositivos conmutatrices y motores-generadores que permitieron que la gran cantidad de sistemas heredados se conectara a la red de CA. Estos dispositivos fueron reemplazados lentamente a medida que se retiraban o actualizaban los sistemas anteriores.
En mayo de 1892, la Westinghouse Electric logró superar a la General Electric en el contrato para electrificar la Exposición Universal Colombina de Chicago y, aunque no obtuvieron ganancias, su demostración de un sistema de corriente alterna universal altamente flexible, seguro y efectivo capaz de alimentar todos los sistemas eléctricos dispares alojados en la Exposición, llevó a la empresa a ganar la licitación a finales de ese año para construir una estación de energía de CA en las Cataratas del Niágara. General Electric recibió contratos para construir líneas de transmisión de CA y transformadores en ese proyecto y otras ofertas en el Niágara se dividieron con GE, que se estaba acercando rápidamente al campo de la CA debido en parte a Charles Proteus Steinmetz, un matemático prusiano que fue la primera persona en comprender totalmente el potencial de la CA desde un sólido punto de vista matemático. General Electric contrató a muchos nuevos ingenieros de talento para mejorar su diseño de transformadores, generadores, motores y otros aparatos.
Las demandas por patentes seguían obstaculizando a ambas compañías y desangrando sus tesorerías, por lo que en 1896, J. P. Morgan diseñó un acuerdo de intercambio de patentes entre las dos empresas que permaneció vigente durante 11 años.
En 1897, Edison vendió las acciones que le quedaban en la Edison Electric Illuminating of New York para financiar su planta prototipo de refinado de mineral de hierro. En 1908, le dijo a George Stanley, hijo del inventor del transformador de corriente alterna William Stanley, Jr.: "Dile a tu padre que estaba equivocado", probablemente admitiendo que había subestimado el potencial de desarrollo de la corriente alterna.

## Grandes desarrollos

### Exposición Electrotécnica Internacional
La Exposición Electrotécnica Internacional de 1891, celebrada en Fráncfort del Meno, Alemania, presentó en público la transmisión a larga distancia de corriente eléctrica trifásica de alta potencia. Se celebró entre el 16 de mayo y el 19 de octubre en los locales en desuso de las tres antiguas "Westbahnhöfe" (estaciones de tren occidentales) de la ciudad. La exhibición presentó la primera transmisión de larga distancia de corriente eléctrica trifásica de alta potencia, que se generó a 280 km de distancia en Lauffen am Neckar. Alimentó con éxito motores y luces en la feria. Cuando la exhibición se cerró, la central de Lauffen continuó en funcionamiento, proporcionando electricidad para la capital administrativa, Heilbronn, convirtiéndola en el primer lugar en estar equipado con energía de CA trifásica. Muchos representantes técnicos corporativos (incluido E.W. Rice de Thomson-Houston Electric Company, posteriormente absorbida en General Electric) asistieron a este evento. Los asesores técnicos y los representantes quedaron impresionados. Como resultado de la exitosa prueba, la corriente trifásica, en lo que respecta a Alemania, se convirtió en el medio más económico de transmisión de energía eléctrica.
En Europa, Siemens y Halske se convirtieron en la fuerza dominante. La corriente trifásica de 60 Hz a 120 voltios se convirtió en el sistema dominante en América del Norte, mientras que los 220-240 voltios a 50 Hz se convirtió en el estándar en Europa.
Las redes de transmisión de energía eléctrica de corriente alterna, actualmente proporcionan sistemas redundantes y líneas para el envío de energía desde cualquier central eléctrica a cualquier centro de carga, según la economía de la ruta de transmisión, el costo de la energía y la importancia de mantener un centro de carga en particular alimentado en todo momento. La transmisión de energía de alto voltaje permite que los generadores (como las centrales hidroeléctricas) estén ubicados lejos de los puntos de consumo.

### De Willamette Falls a las Cataratas del Niágara
En 1882, el Miesbach–Munich Power Transmission alemán transportaba CC a 2kV alcanzando una distancia de 57 km. En 1889, la primera transmisión de larga distancia de la electricidad de CC en los Estados Unidos se puso en marcha en la estación en Willamette Falls, en Oregón City. En 1890, una inundación destruyó la central eléctrica. Este desafortunado evento allanó el camino para la primera transmisión de larga distancia de la electricidad de CA en el mundo, cuando la Willamette Falls Electric instaló generadores de CA experimentales de Westinghouse en 1890.
Ese mismo año, se formó la Niagara Falls Power Company (NFPC) y su filial, la Cataract Company, creándose también la Comisión Internacional del Niágara, compuesta por expertos para analizar propuestas con el fin de aprovechar las Cataratas del Niágara para generar electricidad. La comisión fue dirigida por William Thomson (más tarde Lord Kelvin) e incluyó a Éleuthère Mascart de Francia, William Unwin de Inglaterra, Coleman Sellers de los EE. UU. y Théodore Turrettini de Suiza. La iniciativa fue respaldada por empresarios como J. P. Morgan, la familia Vanderbilt y John Jacob Astor IV. Entre las 19 propuestas, incluso se consideró sucintamente el aire comprimido como un medio de transmisión de energía, pero prefirieron la electricidad, aunque no pudieron decidir qué método concreto sería mejor en conjunto.

### Despliegue de la CA en Niágara
En 1893, la NFPC había rechazado las propuestas restantes de media docena de compañías y adjudicaba el contrato de generación a Westinghouse, con otras líneas de transmisión y contratos de transformadores adjudicados a General Electric . El trabajo comenzó en 1893 en el proyecto de generación de las Cataratas del Niágara: 5.000 caballos de potencia (3.700 kW) debían generarse y transmitirse como corriente alterna, a una frecuencia de 25 Hz para minimizar las pérdidas de impedancia en la transmisión (modificada a 60 Hz en la década de 1950).
Algunos dudaban de que el sistema generara suficiente electricidad para la industria de energía en Buffalo, Nueva York. El inventor Nikola Tesla estaba seguro de que funcionaría, afirmando que las Cataratas del Niágara podrían alimentar a todo el este de los Estados Unidos. Ninguno de los proyectos anteriores de demostración de transmisión de corriente alterna polifásica se acercaba a la escala de potencia disponible en Niágara:
- En la Exposición Electrotécnica Internacional (celebrada en Alemania en 1891), tenía una capacidad de 225 kW sobre 175 km
- Westinghouse utilizó con éxito la CA en la Planta Hidroeléctrica de Ames en 1891, con un sistema monofásico de 75 kW de potencia
- En la Exposición Mundial Colombina de Chicago de 1893, se exhibió un sistema de generación y distribución polifásico de completo de 11.000 kW con múltiples generadores, instalado por Westinghouse[13].
- Almirian Decker diseñó un sistema trifásico de 250 kW en la Central Hidroeléctrica de Mill Creek n.º 1 (California), en 1893[118]

Westinghouse también tuvo que desarrollar un sistema que se pudiera convertir a todos los estándares de energía necesarios, incluidas CA y CC monofásicas y polifásicas para vehículos de tracción eléctrica y los motores de las fábricas. En 1895, el cliente inicial de Westinghouse para la corriente suministrada por los generadores situados en la central hidroeléctrica Edward Dean Adams en Niágara, eran las plantas del Alcoa, que necesitaban grandes cantidades de electricidad barata para producir aluminio. El 16 de noviembre de 1896, la energía eléctrica transmitida a Buffalo comenzó a alimentar sus tranvías. Los generadores fueron construidos por Westinghouse Electric, con alternadores que llevaban el nombre de Tesla. La escala del proyecto pronto hizo que General Electric contribuyera por igual, construyendo equipos de transmisión, plantas y generadores.

## Transmisión de energía eléctrica

### Los sistemas de la competencia

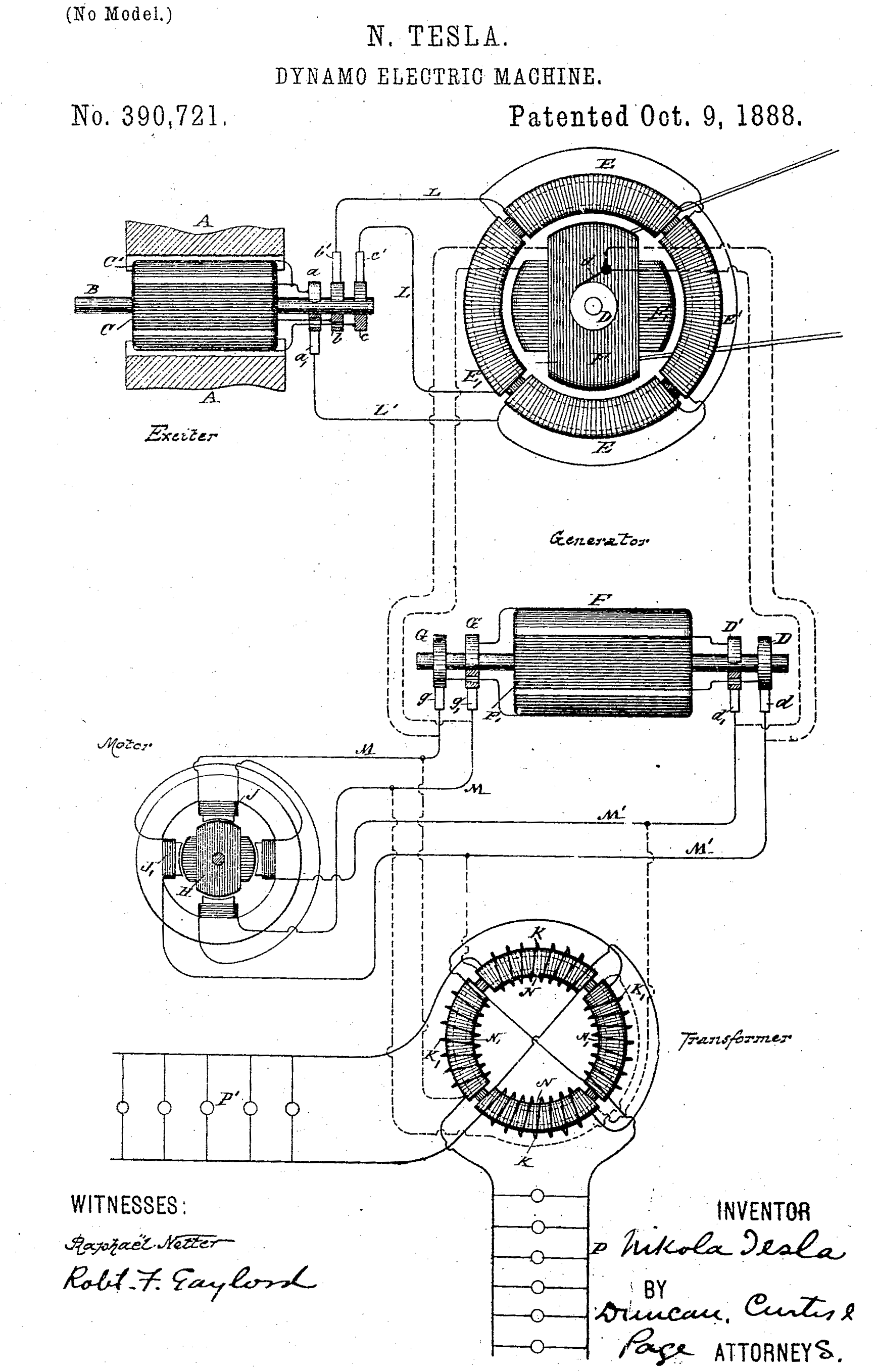
Patente US390721 de una "Máquina Dinamo Eléctrica" de Tesla.

El sistema de distribución de CC de Edison consistía en la generación en centrales, que alimentaban los pesados cables de distribución primaria, de los que se derivaba directamente a los clientes la corriente necesaria para alimentar sus sistemas de iluminación y motores. El sistema funcionaba con el mismo nivel de voltaje en todas partes; por ejemplo, las lámparas de 100 voltios en la ubicación del cliente quedaban conectadas a un generador que suministraba 110 voltios, para permitir alguna caída de voltaje en los cables entre el generador y la carga. El nivel de voltaje se eligió por conveniencia en la fabricación de las lámparas de filamentos de carbono de alta resistencia, que podían construirse para soportar 100 voltios y proporcionar un rendimiento de iluminación económicamente competitivo con la iluminación de gas. En ese momento se consideró que no era probable que 100 voltios presentaran un riesgo grave de choque eléctrico fatal.
Para ahorrar en el costo de los conductores de cobre, se utilizó un sistema de distribución de tres cables, de forma que uno funcionaba a +110 voltios, otro a 0 voltios y el tercero a -110 voltios de potencial relativo. Las lámparas de 100 voltios podrían funcionar tanto a los +110 como a los -110 voltios existentes entre cualquiera de los dos cables y el cable de neutral de tierra a 0 voltios, que solo transportaba la corriente desequilibrada entre los otros dos cables. El sistema de tres hilos resultante usaba menos cable de cobre para una cantidad dada de energía eléctrica transmitida, mientras que se mantuvieran voltajes (relativamente) bajos. Incluso con esta innovación, la caída de tensión debida a la resistencia de los conductores del sistema era tan alta que las plantas generadoras tenían que ubicarse a distancias de más o menos 1 o 2 km como máximo de la carga. Los voltajes más altos no se podían usar tan fácilmente con el sistema de CC porque no había una tecnología eficiente de bajo costo para reducir un alto voltaje de transmisión a un bajo voltaje de utilización.

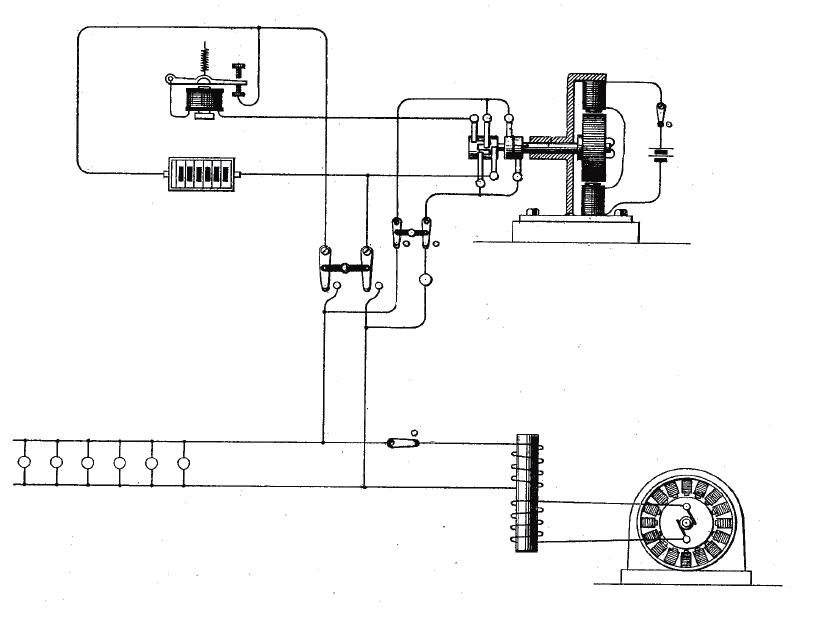
Primitivo sistema Westinghouse de corriente alterna (1887).

En el sistema de corriente alterna, se usaron transformadores entre el tendido de distribución de (relativamente) alto voltaje, y las cargas del cliente. Las lámparas y los motores pequeños podían funcionar a la baja tensión necesaria, pero los transformadores permitían que la energía se transmitiera a voltajes mucho más altos, por ejemplo, diez veces más que las cargas. Para una cantidad dada de potencia eléctrica transmitida, el área de la sección transversal del cable era inversamente proporcional al voltaje utilizado. Alternativamente, la longitud permitida de un circuito, dado el tamaño del cable y la caída de voltaje permitida, aumentaba aproximadamente como el cuadrado del voltaje de distribución. Esto significaba que menos plantas generadoras más grandes podían servir la carga en un área determinada. Las grandes cargas, como los motores industriales o los convertidores para la energía eléctrica ferroviaria, podrían ser servidas por la misma red de distribución que alimentaba la iluminación, mediante el uso de un transformador con una tensión secundaria adecuada.
La respuesta de Edison a las limitaciones de la corriente continua fue generar energía cerca de donde se consumía (hoy llamada generación distribuida) e instalar grandes conductores para manejar la creciente demanda de electricidad, pero esta solución resultó ser costosa (especialmente para las zonas rurales que no podían permitirse construir una estación local o pagar grandes cantidades de cable de cobre muy grueso), poco práctico (incluida la conversión de voltaje ineficiente) e inmanejable.
La corriente continua no se podía convertir fácilmente a voltajes más altos o más bajos. Esto significaba que tenían que instalarse líneas eléctricas separadas para suministrar energía a los dispositivos que usaban diferentes voltajes, por ejemplo, iluminación y motores eléctricos. Esto requirió más cables para colocar y mantener, desperdiciando dinero e introduciendo riesgos innecesarios.
Las corrientes alternas de baja frecuencia (50-60 Hz) pueden ser más peligrosas que los niveles similares de CC, ya que las fluctuaciones alternas pueden causar que el corazón pierda coordinación, lo que induce fibrilación ventricular, una pérdida mortal de ritmo cardíaco que debe corregirse inmediatamente. Cualquier sistema de distribución práctico utilizará niveles de voltaje suficientes para que fluya una cantidad peligrosa de corriente, indistintamente si usa corriente alterna o continua. Como las precauciones contra la electrocución son similares para ambas, las ventajas técnicas y económicas de la transmisión de la CA superaron este riesgo teórico, y finalmente se adoptó como el estándar en todo el mundo.

### Pérdidas de transmisión
La ventaja de la CA para distribuir potencia a grandes distancias se debe a la facilidad del cambio de voltaje mediante un transformador. La potencia disponible es el producto de la intensidad por la tensión del sistema. Para una cantidad dada de potencia, un voltaje bajo requiere una corriente más intensa, y recíprocamente, un voltaje más alto requiere una corriente de menor intensidad. Como los cables conductores de metal tienen una resistencia eléctrica casi fija, se perderá algo de energía en forma de calor en los cables. Esta pérdida de potencia viene dada por las leyes de Joule, y es proporcional al cuadrado de la intensidad. Por lo tanto, si la potencia transmitida global es la misma, y dadas las limitaciones de los tamaños prácticos de los conductores, las transmisiones de alta intensidad y bajo voltaje sufrirán una pérdida de potencia mucho mayor que las de baja intensidad y alto voltaje. Esto se mantiene tanto si se usa CC como CA.
La conversión de CC de una tensión a otra requería un gran dispositivo conmutatriz o un conjunto motor-generador, lo que resultaba difícil, costoso, ineficiente y requería mantenimiento, mientras que con la CA el voltaje puede cambiarse con transformadores simples y eficientes que no tienen partes móviles y requieren muy poco mantenimiento. Esta fue la clave del éxito del sistema de CA. Las redes de transmisión modernas usan regularmente voltajes de CA de hasta 765.000 voltios. Los dispositivos electrónicos de potencia como las válvulas de arco de mercurio y los tiristores, hicieron la transmisión de corriente continua de alta tensión un procedimiento práctico, mejorando la fiabilidad y la eficiencia de la conversión entre corriente alterna y continua, pero esta tecnología solo fue posible a escala industrial hasta comienzos de la década de 1960.
Sin embargo, las líneas de transmisión de corriente alterna tienen pérdidas que no se producen con la corriente continua. Por ejemplo, debido al efecto pelicular, un conductor tendrá una mayor resistencia a la corriente alterna que a la corriente continua; el efecto es medible y de importancia práctica para conductores grandes que llevan miles de amperios. La mayor resistencia debida a este efecto se puede compensar cambiando la forma de los conductores, adoptando un trenzado de muchos cables pequeños (aislados) en vez de un núcleo de un solo conductor de gran diámetro.
Pero las pérdidas totales en los sistemas que utilizan transmisión de alta tensión y transformadores para reducir (o aumentar) la tensión son mucho menores que las de la transmisión de CC a tensión de trabajo.

### Sistemas de CC remanentes y existentes
Algunas ciudades continuaron utilizando CC hasta bien entrado el siglo XX. Por ejemplo, el centro de Helsinki tuvo una red de CC hasta finales de la década de 1940, y Estocolmo no perdió por completo su menguante red de CC hasta la década de 1970. Una estación rectificadora de válvulas de arco de mercurio podía convertir CA a CC donde todavía se usaban estas redes. Partes de la ciudad de Boston (Massachusetts) en Beacon Street y Commonwealth Avenue todavía usaban 110 voltios de CC en la década de 1960, causando la destrucción de muchos electrodomésticos pequeños (generalmente secadores de pelo y fonógrafos) utilizados por los estudiantes de la Universidad de Boston, que ignoraban las advertencias sobre el suministro de electricidad. La empresa de servicios eléctricos de la ciudad de Nueva York, Consolidated Edison, continuó suministrando corriente continua a clientes que la habían adoptado a principios del siglo XX, principalmente para ascensores. El Wyndham New Yorker Hotel, construido en 1929, tenía una gran planta de energía de corriente continua y no se convirtió completamente al servicio de corriente alterna hasta bien entrada la década de 1960. Este fue el edificio en el que el pionero de la CA Nikola Tesla pasó sus últimos años y donde murió en 1943.
Los teatros de Broadway de la ciudad de Nueva York continuaron utilizando los servicios de CC hasta 1975, requiriendo el uso de obsoletos tableros de resistencias para atenuar la luz, operados manualmente por varios tramoyistas. Esta práctica finalizó cuando el musical  A Chorus Line  introdujo atenuadores de control de iluminación y tiristores computarizados (SCR) en Broadway, y los teatros de Nueva York finalmente pasaron a operar con CA. En enero de 1998, la Consolidated Edison comenzó a eliminar el servicio de CC, que entonces todavía contaba con 4600 clientes. En 2006, solo había 60 clientes que usaban el servicio de CC, y el 14 de noviembre de 2007, se cerró la última distribución de corriente continua de la compañía. Los clientes que todavía usaban CC pasaron a recibir CA, adaptada con un rectificador. La Pacific Gas and Electric Company todavía proporcionaba energía en CC a algunas ubicaciones en San Francisco (California) hasta por lo menos 2012, principalmente para ascensores, suministrados por cerca de 200 rectificadores que proporcionan alimentación a 7-10 clientes cada uno.
El último sistema de distribución de energía comercial de CC en los Estados Unidos fue dado de baja en 2007. El Consejo Generador de Electricidad Central en el Reino Unido continuó manteniendo una estación generadora de corriente continua de 200 voltios en la Central de energía de Bankside, junto al río Támesis en Londres en 1981. La maquinaria de impresión en CC instalada en Fleet Street, entonces el corazón de la industria de periódicos del Reino Unido, se desmanteló en 1981, cuando la industria de los periódicos se trasladó al área de los muelles en desarrollo más abajo en el río (utilizando equipos modernos con alimentación de CA). El edificio se convirtió en una galería de arte, el Tate Modern.
Los ferrocarriles eléctricos que utilizan un sistema de alimentación por tercer raíl, emplean exclusivamente potencia de CC entre 110 y 1500 voltios. Los ferrocarriles con tendidos aéreos (catenaria) usan varios esquemas de energía que incluyen tanto CA de alta tensión como CC de baja tensión. La baja tensión en este contexto es de 5 kV o menos.
Los sistemas de corriente continua de alta tensión se utilizan para la transmisión masiva de energía desde estaciones generadoras distantes o para la interconexión de sistemas de corriente alterna separados. Estos sistemas utilizan dispositivos de electrónica de potencia como válvulas de arco de mercurio, tiristores o transistores IGBT que no estaban disponibles durante la era de la guerra de las corrientes. La potencia sigue siendo convertida hacia y desde la corriente alterna a cada lado del enlace en CC en alta tensión moderno. Sus ventajas sobre los sistemas de CA para la transmisión masiva incluyen mayores clasificaciones de potencia para una línea determinada (factor importante, ya que instalar nuevas líneas e incluso actualizar las antiguas es extremadamente costoso) y un mejor control de los flujos de energía, especialmente en condiciones transitorias y de emergencia que a menudo pueden conducir a apagones. Muchas plantas modernas ahora usan CC de alta tensión como una alternativa a los sistemas de CA para la transmisión de larga distancia y alta carga, especialmente en países en desarrollo como Rusia, China, India y Brasil. Una de las principales ventajas es la capacidad de transferir energía entre dos sistemas de CA que no están en fase sincronizada. (Véase Anexo:Proyectos de corriente continua en alta tensión para más detalles).
La distribución de potencia de CC sigue siendo común cuando las distancias son pequeñas, y especialmente cuando el almacenamiento o conversión de energía usa baterías o celdas de combustible. Estas aplicaciones incluyen:
- Electrónica, incluidos circuitos integrados, radiotransmisores de alta potencia y computadoras.
- Sistemas de arranque, iluminación e ignición en automóviles.
- Vehículos híbridos eléctricos y propulsión totalmente eléctrica del vehículo con fuente de alimentación interna.
- La potencia de la planta Telecommunication (móvil por cable y celular) usa una fuente de CC de -48 voltios
- Las subestaciones eléctricas continúan usando una "batería de estación" de CC de 125 voltios para operar el equipo de control.
- Sistema de alimentación ininterrumpida (UPS) para sistemas informáticos.
- Almacenamiento energético en red.
- Repetidores para cables submarinos de fibra óptica
- Instalaciones de energía aisladas que utilizan energía eólica o solar.

En estas aplicaciones, la corriente continua se puede usar directamente o convertir a corriente alterna usando inversores electrónicos. En el futuro, esto puede proporcionar una forma de suministrar energía a una red desde fuentes distribuidas. Por ejemplo, los propietarios de vehículos híbridos podrían alquilar la capacidad de las baterías de sus vehículos para fines de nivelación de carga por parte de la empresa local de servicios eléctricos.